# Поршнев, Борис Фёдорович
Бори́с Фёдорович По́ршнев (22 февраля (7 марта) 1905, Санкт-Петербург, Российская империя — 26 ноября 1972, Москва, СССР) — советский историк и социолог. Доктор исторических (1941) и философских (1966) наук. Почётный доктор Клермон-Ферранского университета во Франции (1957).
В 1925 году окончил факультет общественных наук Московского университета. После завершения аспирантуры РАНИОН (без представления диссертации) работал в разных учреждениях, включая высшие учебные заведения Ростова-на-Дону и Библиотеку им. В. И. Ленина в Москве. В начале 1930-х годов, получив заказ на научное комментирование «Мемуаров» кардинала де Реца, молодой историк обратился к изучению средневековой Франции. В 1935—1948 годах (с перерывами) Поршнев преподавал в МОПИ, в котором возглавил кафедру древнего мира и средних веков. В 1938—1941 годах преподавал в МИФЛИ, здесь же защитил кандидатскую диссертацию (1938). В декабре 1940 года защитил в МИФЛИ диссертацию на соискание учёной степени доктора исторических наук о народных восстаниях во Франции перед Фрондой.
В 1941 году эвакуирован в Казань, временно заведовал кафедрой истории Казанского университета. В 1943 году вернулся в Москву, где стал преподавать на историческом факультете МГУ, вместе с чем являлся научным сотрудником Института истории АН СССР. В 1948 году на основе диссертации о Фронде опубликовал монографию, удостоенную в 1950 году Сталинской премии третьей степени. После увольнения с исторического факультета МГУ в 1952 году заведовал сектором новой истории западноевропейских стран Института истории АН СССР (с 1957 по 1966). После создания в 1968 году Института всеобщей истории АН СССР возглавил в нём сектор по изучению истории развития общественной мысли. В 1966 году защитил монографию «Феодализм и народные массы» как диссертацию на соискание учёной степени доктора философских наук.
Ещё в школьные годы Поршнев, по собственному признанию, пришёл к выводу, что существующие книги по истории «описывают события, но не саму историю». Страсть историка к теоретизированию и генерализации отмечали уже его первые университетские преподаватели. Обратившись к изучению всемирной истории, Поршнев избрал объектом научных интересов серию народных восстаний, которые сотрясали Францию на протяжении XVII века. Его монография «Народные восстания во Франции перед Фрондой» не только получила высокую оценку в СССР, но и привлекла широкое внимание французских историков. Воодушевлённый успехом своей первой работы и отвечая на идеологический запрос эпохи, Поршнев, и ранее имевший склонность к широким обобщениям, задался целью выработать общий «закон феодального общества», который свёлся для него к главенствующей роли классовой борьбы, которую он представлял универсальным носителем энергии исторического процесса. Со стремлением учёного подчинить фактический материал общему «закону истории» не могли согласиться другие историки-марксисты, что обернулось для Поршнева кампанией жёсткой критики, а также невозможностью преподавать. В начале 1950-х годов учёный перестал заниматься проблемами французской медиевистики, однако продолжил работать над темой Тридцатилетней войны как связующего звена политических и экономических процессов XVII века. Работы в этом направлении, часть из которых была опубликована посмертно, вызвали ещё большую критику со стороны специалистов-историков.
После 1950-х годов Б. Ф. Поршнев в основном посвятил себя проблемам социо- и антропогенеза, которыми интересовался ещё с середины 1920-х годов. Учёный занимался вопросом существования «снежного человека» и археологией палеолита. Теоретическое осмысление генезиса человеческого сознания вылилось в последнюю его монографию «О начале человеческой истории». В этом трактате Поршнев предпринял ревизию марксистской трудовой теории формирования человека и предложил свою, в рамках которой формирование человека современного типа объяснялось межчеловеческими отношениями и возникновением языка как системы сигналов, призванной остановить или предотвратить потенциально опасные действия врага, а также проводить отличие «своих» от «чужих». Идеи учёного шли вразрез с общепринятыми представлениями советских философов и антропологов, поэтому после обсуждения в сентябре 1972 года набор книги не был подписан в печать, что стало тяжёлым ударом для Поршнева, который был морально сломлен и через два месяца скоропостижно скончался. В день похорон семья учёного получила сообщение о том, что монография «О начале человеческой истории» допущена к печати; она была опубликована в 1974 году. Именно этот труд, в полной авторской версии опубликованный в 2007 году, привлекает наибольшее внимание исследователей в начале XXI века.

## Биография

### Детство и юность
Род Поршневых происходил из Олонецкой губернии; фамилия была связана, вероятно, с разновидностью обуви. В Петербург переехал прадед Бориса Фёдоровича. Дед учёного — Иван Павлович Поршнев — владел двумя кирпичными заводами в Шлиссельбургском уезде. Один — «Невский» близ деревни Корчмино, купленный в 1878 году, второй — «Ижорский» около села Усть-Ижора, был основан им в 1881 году. Успех предприятия позволил ему обеспечить сыновьям образование в Европе. Отец Бориса, Фёдор Иванович (1878—1920), обучавшийся в Германии и унаследовавший «Ижорский» завод, также смог обеспечить четверым детям счастливое («сказочное», по выражению самого Бориса Фёдоровича) детство. Ф. И. Поршнев был членом Военно-промышленного комитета от предпринимателей; как и все его члены, был тесно связан с первым составом Временного правительства. Октябрьская революция 1917 года, которую Фёдор Поршнев решительно не принял, не только положила конец его деятельности, но и нанесла удар по здоровью — он скончался в 1920 году в возрасте 42 лет. Сам Борис Фёдорович впоследствии в своих автобиографиях представлял отца-предпринимателя «инженером» или служащим.
Мать учёного, Аделаида Григорьевна (урождённая Тинтурина, 1873—1959), для которой брак с Поршневым был вторым, напротив, увлекалась «прогрессивными идеями» и педагогикой. После 1920 года она вступила в партию и сотрудничала в Наркомпросе с Н. К. Крупской.
Борис — младший из четырёх детей — родился в Петербурге. Мальчик рос в достатке: обучался рисованию, музыке, декламации, иностранным языкам, верховой езде. В доме среди прочих питомцев была даже пара обезьянок, у каждого из детей был собственный пони. После смерти отца в 1920 году и конфликта с матерью Борис сбежал из дома и провёл пару месяцев в труппе бродячего цирка. По воспоминаниям дочери, он ловко жонглировал и в зрелом возрасте. Около 1922—1923 годов Борис Поршнев и его старшая сестра Екатерина в течение года играли в самодеятельной труппе М. И. Ромма «Тр. без режиссёра», спектакли которой были «левые из левых».

### Университет и аспирантура
О первоначальном образовании учёного существуют противоречивые сведения: обычно в биографиях указывается, что в 1916—1922 годах он обучался и окончил Выборгское коммерческое училище (преобразованное в 157-ю трудовую школу), однако в анкетах тридцатых годов дважды упоминалась 15-я трудовая школа, то есть более престижное Тенишевское училище. Школьное образование закончилось в 1922 году. Борис не увлекался в тот период революционной романтикой, не состоял в комсомоле и в дальнейшем так и не вступил в партию большевиков. По воспоминаниям дочери, в трудовой школе он впервые соприкоснулся с историей: провалив выпускной экзамен и готовясь к пересдаче, он увлёкся профессиональной литературой и пришёл к выводу, что «существующие книги описывают события, но не саму историю».
В 1922 году Б. Ф. Поршнев поступил в 1-й Петроградский университет по общественно-педагогическому отделению факультета общественных наук (ФОН). Поскольку мать по работе перебралась в Москву, Борис перевёлся на аналогичный факультет Первого МГУ, деканом которого был В. П. Волгин. На факультете, в основном, готовили марксистских обществоведов; по его окончании нужно было сдавать государственные экзамены (обязательными были политэкономия и исторический материализм) и публично защищать квалификационные работы. 20-летний Поршнев окончил ФОН в октябре 1925 года, при этом он так и не сдал дипломной работы. Сохранившиеся учебные планы 1922—1925 годов показывают, что на ФОН преобладали общественные, социальные, экономические и педагогические предметы, в программе отсутствовали специальные исторические дисциплины и древние языки. В анкете 1924 года Поршнев заявил, что «ни на каком иностранном языке не говорил».
Исследователь жизни и научного творчества Поршнева Олег Вите, полагаясь на заявления Бориса Фёдоровича 1960-х годов, утверждал, что тот изучал психологию и допустил ошибку, не поступив на биологический факультет. Как было установлено Т. Н. Кондратьевой, Поршнев сознательно мифологизировал эту часть своего жизненного пути. Поскольку старший брат Георгий — моряк — больше не был в состоянии обеспечивать семью, а мать и сестра не работали, то в 1924 году Б. Поршнев встал на биржу труда, откуда и устроился секретарём редакции журнала «Власть Советов» в Коммунистическую академию. К тому времени у него уже был опыт работы в журнале «Октябрь мысли» и имелась трудовая книжка. Иными словами, для посторонних занятий у студента и секретаря редакции попросту не было времени: служебные обязанности поглощали по 6—7 часов в сутки. Биологический факультет МГУ открылся только в 1930 году, на ФОН читались курсы «Анатомия и физиология», «Рефлексология» и «Гигиена». Гипотетически Поршнев мог посещать занятия по кафедре антропологии, но об этом ничего не известно.
Обучение Б. Ф. Поршнева в аспирантуре позволяет сделать вывод о том, что он не собирался
становиться исследователем Франции и что он был, скорее, учеником В. И. Невского, чем В. П. Волгина. Уже в начале научной деятельности Б. Ф. Поршнева современники замечали у него склонность к теоретическому конструированию и слишком свободное манипулирование материалом.
С апреля 1925 по октябрь 1926 года Борис Поршнев числился сотрудником вновь созданного Института советского строительства Коммунистической академии. Здесь он изучал Союз Коммун Северной области, потом переключился на историю Октябрьской революции под руководством ортодоксального марксиста С. А. Пионтковского, с которым, вероятно, был знаком ещё по университету. К 1926 году относится первая публикация Поршнева — брошюра «Горсоветы и работница», переизданная через два года. Это был одновременно дидактический и пропагандистский материал для домохозяек, в котором читательницам внушалась мысль, что Советы — это орган власти самих трудящихся, а женщины не должны относиться к выборам и заседаниям как к «повинности», поскольку случайный человек «не будет стараться улучшить жизнь работниц и домашних хозяек».
Весной 1926 года Б. Ф. Поршнев поступил в аспирантуру Российской ассоциации научных институтов общественных наук (РАНИОН). Рекомендация С. Пионтковского датирована 27 июня, профессор отмечал способность Б. Ф. Поршнева работать с «сырым архивным материалом». В своих мемуарах он писал, что «Поршнева ему удалось протащить в РАНИОН», в аспирантуру по секции новой русской истории. При поступлении была подана квалификационная работа «К истории Бакунина и бакунизма». Были сданы и вступительные экзамены: исторический материализм — на «три с плюсом», политическая экономия и методология — на четыре. Документы 1927—1929 годов показывают, что Б. Ф. Поршнев напряжённо работал и участвовал в заседаниях секции. Его общая специальность обозначена как «русская история», узкая специальность — как «экономическая история и история общественной мысли». Диссертацию он должен был представить к 1 января 1930 года. Судя по отчётам, к 10 октября 1927 года он прочитал доклад по политической экономии «Цены производства», а также работал над темой по историческому материализму «Социальная методология Макса Вебера» и над двумя темами по специальности: «Основные черты славянофильства» и «Внешняя политика России в XIX веке». Основным его руководителем был В. И. Невский. В эти годы Борис Фёдорович приступил к самостоятельному изучению немецкого языка, чтобы иметь возможность читать непереведённые труды М. Вебера и Гегеля, посещал гегелевский семинар, а также занимался древнерусским и французским языками. Его общественной нагрузкой было редактирование институтской стенгазеты. Прослывший впоследствии марксистом-ортодоксом Поршнев получил рекомендацию руководства «обратить внимание на необходимость выработки марксистской методологии на конкретном историческом материале».
В феврале 1929 года Борис Фёдорович подал в комиссию по академической успеваемости прошение о трёхмесячном отпуске ввиду «резкого нервного истощения». В апреле 1929 года он был внесён в список оканчивающих аспирантуру без защиты (из 20 аспирантов диссертацию представил только Л. В. Черепнин). Тогда же Поршнев впервые встретился с В. П. Волгиным, которого впоследствии назовёт своим учителем и руководителем, произойдёт это после того, как будут репрессированы два других его учителя — Невский и Пионтковский. На защите доклада «Социальные идеи Руссо», присутствовавшие в комиссии Волгин и С. М. Моносов отметили у автора «склонность к спекулятивным построениям и синтетическому конструированию»; аттестационная комиссия вновь «обратила внимание тов. Поршнева на теоретическую неустойчивость». Отпуск по болезни не помешал Поршневу заняться английским и латинским языками; на жизнь он зарабатывал экскурсоводом по музею Энгельса. В конце 1929 года РАНИОН был переподчинён Коммунистической академии, что вызвало неразбериху в делах. Учёным секретарём Коммунистической академии был Пионтковский, который отмечал, что аспиранты — Борис Поршнев и Изольда Лукомская (много позже ставшая его женой) — «глубоко беспартийные». В результате, комиссия по академической проверке приняла решение отчислить Поршнева 31 декабря 1929 года с обязательством закрыть невыполненные работы к 1 октября 1930 года. В их число вошли доклад «О социальной природе шаманства у якутов», вызвавший прохладный отзыв С. А. Токарева («эрудирован в этнографии довольно слабо»), и статья «Министерства в России» для Малой советской энциклопедии.
Материальное положение семьи Поршневых с середины 1920-х годов было вполне устойчивым: они могли позволить себе нанимать прислугу, ездить на отдых в Крым по месяцу и снимать на лето дачу в Подмосковье. Сохранившаяся переписка показывает, что Поршневы стремились поддерживать привычный с дореволюционных времён образ жизни, насколько позволяла обстановка и доходы.

### Ростов-на-Дону — Москва
В начале 1930 года Борис Поршнев женился на Вере Фёдоровне Книпович (1894—1983), дочери Ф. М. Книповича. 20 марта 1931 года у супругов родилась дочь Екатерина. В начале того же 1930 года Поршнев, который окончил аспирантуру без представления диссертации, отправился на два с половиной года (январь 1930 — июль 1932) в Ростов-на-Дону. Необходимость обеспечивать семью побудила Бориса устроиться в Северо-Кавказский комвуз (располагавшийся в Ростове), где его приняли на должность доцента кафедры всеобщей истории. В этом же городе он подрабатывал в Северо-Кавказском педагогическом институте и на подготовительном отделении Института красной профессуры. Помимо этого Поршнев руководил семинаром в Горском научно-исследовательском институте, а также работал в Северо-Кавказском краевом научно-исследовательском институте марксизма-ленинизма и в Северо-Кавказском обществе историков-марксистов. В процессе преподавания Поршнев впервые столкнулся с проблемами всеобщей истории, однако в Северо-Кавказском краевом научно-исследовательском институте марксизма-ленинизма он продолжал, по сути, научную тему, начатую ещё в Институте истории РАНИОН, — «Троцкизм и вопросы истории русской общественной мысли». Более того, он подготовил рукопись монографии на 12 печатных листов «Развитие и экономическая природа торгового капитала в XVI—XVIII вв.», которая так и не была напечатана. Сохранившиеся материалы показывают, что Борис Фёдорович находился в русле теории «торгового капитализма» М. Н. Покровского. Из-за заболевания всей семьи малярией летом 1932 года Поршневы вернулись в Москву.
Оказавшись в Москве и перебравшись для «отдыха в деревню», Поршнев предпринял попытку поступить в аспирантуру Академии наук, которая располагалась тогда в Ленинграде,
по специальности «этнография». Экзаменаторами при поступлении в аспирантуру 7 октября 1932 года были известные этнографы Е. Г. Кагаров и Н. М. Маторин. Его они «сочли возможным зачислить в аспирантуру», поскольку соискатель, как сказано в протоколе, «имеет очень основательную подготовку по истории докапиталистических формаций, необходимую при изучении этнографии народов СССР», при этом были отмечены «пробелы в знании этнографии народов Кавказа и нового учения о языке (яфетической теории)» Н. Я. Марра. Но аспирантом-этнографом Б. Ф. Поршнев не стал: за месяц до сдачи экзаменов он был принят на работу.
Направления его деятельности зависели от предложений и случайного везения. Работа над вступительной статьей и комментариями к «Мемуарам» кардинала де Реца была просто заказом, так же
как поиск писем В. С. Печерина и предисловие к «Воспоминаниям» П. П. Перцова. Б. Ф. Поршнев мог бы и не стать франковедом, если бы не редактирование так и оставшегося неизданным перевода «Мемуаров» де Реца.
5 сентября 1932 года учёного включили в штат Публичной библиотеки им. В. И. Ленина «в качестве консультанта в научно-библиографический сектор по разделу истории социализма и рабочего движения». Этому назначению он был обязан директору В. И. Невскому; жена также устроилась в библиотеку. Также в течение двух месяцев Поршнев являлся аспирантом АН СССР по этнографической специальности, однако 10 декабря 1932 года отчислился по собственному желанию. Работа в библиотеке обеспечивала доступ ко множеству научных материалов, позволяла работать на заказ и получать спецснабжение и спецпитание по второй категории. Борис Фёдорович проработал в штате Ленинской библиотеки до августа 1935 года. Здесь он занимался созданием новой схемы библиотечного каталога, посвятив этой теме три публикации. Всего же за три года у него было девять публикаций, кроме того, в фонде В. И. Невского сохранился «Краткий обзор об успехах науки в СССР с 1928 по 1933 г.», в котором Поршневу принадлежал раздел об археологии, а его жене — о филологии.
В 1934—1935 годах с целью заработка Б. Ф. Поршнев сотрудничал с издательством «Academia», а также публиковал рецензии и писал вступительные статьи. Никакой системы или исследовательских приоритетов в подобных работах Б. Ф. Поршнева не существовало: он одинаково брался за разные жанры, как и за российский, так и за европейский материал. В этот период он опубликовал две остро критические рецензии на монографию А. К. Дживелегова о Данте и на перевод «Новой жизни» А. М. Эфроса. В начале 1935 года Б. Ф. Поршнев публикует одновременно две рецензии на совершенно разные работы: хвалебную — на книгу А. В. Ефремова «К истории капитализма в США», снисходительно-критическую — на «Историю папства» С. Г. Лозинского.
С 1933 года издательство «Academia» планировало опубликовать воспоминания П. П. Перцова, для которых исследователю заказали срочное предисловие в марксистском духе. На исполнение текста в один печатный лист Поршневу давалась неделя, гонорар должен был составить 400 рублей. От Б. Ф. Поршнева требовалось «дать социологическую характеристику… символизма и модернизма… и социальной обстановки его развития». Этими заказами Поршнев также был обязан В. И. Невскому. В 1934 году Поршев ездил в Ленинград для работы с архивом В. С. Печерина, мемуары которого были опубликованы двумя годами ранее под редакцией Л. Б. Каменева. Издание вызвало много нареканий и было решено дополнить его корпусом переписки, превышавшего текст мемуаров по объёму. Однако после ареста «антипартийной группы историка Невского» работа над проектом для Поршнева закончилась навсегда.
Примерно с 1933 года издательство также готовило издание «Мемуаров» кардинала де Реца, для которого Поршневу заказали предисловие. Ещё в октябре 1934 года Борис Фёдорович писал директору издательства «Аcadеmia» Л. Б. Каменеву, что комментирование мемуаров де Реца превратилось для него «в полное исследование всей истории Фронды». В том же году он обратился с предложением издать монографию в историческую комиссию АН СССР, весьма невысоко оценивая достижения французской историографии в этом вопросе. В этом документе Поршнев указывал на необходимость сопоставления Фронды и Английской революции; такое исследование он выполнил в конце жизни. Первая публикация Поршнева о Фронде вышла в свет в 1935 году, мемуары кардинала так никогда и не появились в печати.

### Переход к франковедению. Докторская диссертация. Война
Основным местом работы Поршнева с осени 1935 года было Московское отделение Государственной Академии материальной культуры (МОГАИМК), где он был старшим научным сотрудником. С этим учреждением с начала 1934 года он сотрудничал в плане изучения «докапиталистических формаций» и «народных движений во Франции XVII века». В апреле 1936 года Б. Поршнев также состоял в редакции Большой советской энциклопедии. Архивные материалы об этих годах чрезвычайно скудны, например, неясно, когда он стал работать с архивом канцлера Сегье. В 1937 году началось слияние ГАИМК с Институтом истории Академии наук; точно неизвестно, когда Б. Ф. Поршнев устроился в сектор средних веков (до марта 1938 года). Кроме того, с 1935 года Поршнев стал работать в Московском областном педагогическом институте, и в 1938 году возглавил в нём кафедру истории древнего мира и средних веков.
В 1937 году Поршнев расстался с Верой Фёдоровной и женился на Изольде Мееровне Лукомской (1904—1981, домашнее прозвище «Иза»), с которой был знаком ещё с аспирантуры. Иза была дочерью профессора Меера Яковлевича Лукомского, основателя и первого директора Центральной лаборатории по изучению профессиональных заболеваний на транспорте (ЦНИЛТ), работала доцентом Казанского университета. Её первым мужем был одноклассник Бориса Фёдоровича — экономист Павел Маслов; их общий сын, Виктор, был усыновлён Поршневым. В 1940 году в результате тяжёлых родов появился на свет ребёнок Изольды и Бориса — Владимир. Мальчик прожил всего два месяца.
В начале 1938 года Б. Ф. Поршнев стал преподавателем МИФЛИ. Он вёл для старших студентов специальный курс по медиевистике, в частности, в семестр 1939/40 учебного года предложил Г. Хромушиной тему по наследию Мигеля Сервета. Защита сотрудниками диссертаций была важной формой деятельности МИФЛИ. 8 марта 1938 года прошла защита диссертации на соискание учёной степени кандидата исторических наук Б. Ф. Поршнева на тему «Из истории народных движений во Франции в XVII веке». 25 декабря 1940 года там же прошла защита докторской диссертации «Народные восстания во Франции в XVII веке»; в один день с Поршневым защищался М. В. Алпатов по теме искусства Джотто. Рукописи обеих диссертаций Поршнева не сохранились, автореферат докторской диссертации был опубликован лишь в 1944 году. Оппонентами по докторской защите стали академик Е. В. Тарле, профессора С. Д. Сказкин и Н. П. Грацианский. 4 июля 1941 года Борис Фёдорович был утверждён в должности профессора по кафедре истории средних веков, а через четыре дня подал ходатайство в ВАК об утверждении его в звании профессора.
Докторскую диссертацию Поршнева можно реконструировать по его 11 публикациям второй половины 1930-х годов (в том числе трём статьям в «Историке-марксисте»), автореферату и публикациям о защите. По-видимому, она состояла из двух частей, материалы которых по хронологии были разделены Фрондой. Первая часть была посвящена Нормандии 1620—1640-х годов, вторая — народным движениям в Бретани 50-70-х годов XVII века. Источниковая база для диссертации строилась на материалах из Северной Франции. Несмотря на свою любовь к теоретическим схемам, Б. Ф. Поршнев не сумел однозначно доказать антифеодальный характер восстаний, большинство из которых начинались по экономическим причинам — чрезмерному повышению налогов. Всего Поршневым были изучены и обобщены 75 восстаний; в тексте диссертации они рассматривались только на основе опубликованных источников, хотя упоминался и неопубликованный архив канцлера Сегье. Фронду автор включал в контекст народных движений и сравнивал с Английской революцией. На первом этапе Фронда — это «движение, протекающее под революционно-демократическими лозунгами и богатое революционными выступлениями масс», когда обиженная правительством Мазарини чиновная буржуазия сделала попытку «возглавить и развить народные революционные силы для буржуазной революции». Однако на втором этапе буржуазия, испугавшись народа, капитулировала и «пошла на сближение с абсолютизмом». Фронда, таким образом, была неудавшейся буржуазной революцией. Раздел о Фронде был очень высоко оценён Е. В. Тарле и С. Д. Сказкиным, но одновременно оппоненты отметили слабость историографической части исследования, а также критиковали чрезмерную широту обобщений и злоупотребление диссертанта широкими социальными категориями. Тарле отметил некритическое использование Б. Поршневым источников и чрезмерное преувеличение деградации французской экономики XVII века под гнётом налогов. Профессор С. Сказкин вообще заявил, что писать о Франции XVII века без использования архивных фондов невозможно. В качестве недостатка работы он назвал нераскрытие роли крестьянства в буржуазной революции, хотя эту проблему освещали классики марксизма. О конкретных замечаниях Н. Грацианского не сообщалось. Борис Фёдорович Поршнев, судя по переписке, стремился напечатать своё исследование в виде монографии ещё в 1939 году; автореферат 1944 года не столько отражал текст защищённой диссертации, сколько был проспектом нового исследования. В публикации 1941 года о научной деятельности МОПИ сообщалось, что Б. Поршнев, закончив тему Фронды, переключился на экономическую историю Европы.
В начале Великой Отечественной войны, в июле 1941 года, Институт истории АН СССР был эвакуирован в Казань, где московским специалистам было предложено шесть профессорских вакансий, которые стали первыми после воссоздания историко-филологического факультета Казанского университета в 1939 году. Поскольку в октябре 1941 года Б. Д. Греков и Е. А. Косминский были переведены в эвакуацию в Ташкент, на освободившееся место в числе прочих был приглашён Б. Ф. Поршнев. На краткое время в 1941—1942 годах он занял должность заведующего кафедрой истории. Некоторое время профессор читал курс истории средних веков, который пользовался большой популярностью у студентов. В 1942 году Б. Ф. Поршнев вместе с Е. В. Тарле выступили официальными оппонентами кандидатских диссертаций казанского историка М. Д. Бушмакина («Внешняя политика Генриха IV») и эвакуированной Е. А. Седовой (посвященной крестьянским волнениям в ответ на реформу 1861 года). Профессор охотно помогал студентам в работе их учебного кружка, участвовал в обсуждении докладов. В январе 1943 года Борис Фёдорович был переведён в Малмыж, куда перевезли МОПИ. В этом учебном заведении он вновь занял пост заведующего кафедрой истории и заместителя директора по научной и учебной части. Сохранились сведения, что Поршнев прочитал в Малмыже доклад «Фашизм и антинародные традиции в германской истории». Должности заведующего кафедрой и заместителя директора он совмещал до 5 августа 1943 года, а далее вернулся в Москву. Семья поселилась у Лукомских на Зубовском бульваре; пребывание в этой коммунальной квартире растянулось на 18 лет.

### Дискуссия о классовой борьбе: первая опала
После войны Борис Поршнев вернулся к обычной жизни московского учёного: он совмещал работу в МОПИ, чтение лекций в МГУ и исследования в академическом Институте истории. В 1947 году Борис Фёдорович ненадолго стал заведующим кафедрой новой и новейшей истории МГУ, но через год его сменил А. С. Ерусалимский, и Поршнев остался преподавать только на кафедре средних веков. В это время все его силы были брошены на подготовку монографии о классовой борьбе во Франции накануне Фронды. Чтобы спокойно работать вне коммунального быта, весной и летом 1947 года Борис Фёдорович с семьёй провёл два месяца в Болшево (где увлёкся Вероникой Тушновой, гостившей в доме творчества), а далее снимал дачу на Рижском взморье. К 1950 году через домоуправление супруги Поршневы сумели переоборудовать для себя бывшую дворницкую под лестницей площадью 8 м².
…Первый раз «проклятого концептуалиста Поршнева» убили как историка в результате кампании бешеной, жесточайшей травли в 1950-51 гг.
По мнению Т. и С. Кондратьевых, Борис Поршнев изданием «Народных восстаний во Франции перед Фрондой (1623—1648)» в 1948 году «откликнулся на идеологический заказ». После войны прошёл ряд идеологических кампаний по борьбе с «безыдейностью», «узкотемьем», «объективизмом», «буржуазным космополитизмом» и «антимарксистскими извращениями». В этих условиях Б. Ф. Поршнев, будучи амбициозным человеком, попытался занять первенствующие позиции в советской науке, как по тематике методологии феодального общества, так и истории международных отношений в Позднее Средневековье. Во время проработочных кампаний по кафедре средних веков МГУ марта 1949 года, он обрушился на своего ленинградского коллегу О. Л. Вайнштейна за его монографию «Россия и Тридцатилетняя война 1618—1648 гг.», на которую опубликовал негативную рецензию.
В концепции Б. Ф. Поршнева оппонент усматривает сходные черты со взглядами Дюринга, разгромленными Энгельсом. Сбрасывая со счетов буржуазию, Б. Ф. Поршнев искажает процесс формирования буржуазных наций, приходит в прямое противоречие с не допускающими двойного толкования высказываниями по этому вопросу классиков марксизма-ленинизма. Этим же обусловлено отрицание Б. Ф. Поршневым прогрессивности абсолютной монархии на известном этапе развития, отрицание её роли в процессе укрепления национального единства, в обеспечении в условиях феодализма возможности развития капиталистических отношений.
Книга Поршнева о народных восстаниях была велика по объёму: 724 страницы, включая публикацию 79 документов из архива канцлера Сегье из фонда Ленинградской публичной библиотеки. Содержательно его книга была основана на первой части диссертации, дополненной материалами из архива Сегье. Как и в диссертации, автор соединил «обобщающий метод с локальным», поставив в центр повествования «восстание босоногих» в Нормандии 1639 года. Детальному описанию восстания была посвящена вся вторая часть монографии. Третья часть книги была теоретическим рассуждением о Фронде и буржуазии, призванная «носить характер эпилога». Книга вызвала широкий отклик у научного сообщества. Рецензенты либо вообще не находили недостатков (Б. Г. Вебер, М. Я. Гефтер), либо упоминали их «в ритуальном порядке» (А. З. Манфред). В 1950 году книге была присуждена Сталинская премия третьей степени, причём комиссия рекомендовала вторую степень. Судя по косвенным данным, книга была выдвинута З. В. Мосиной, которая состояла в партбюро Института истории АН СССР. Однако практически сразу Поршнев столкнулся с осуждением коллег, что вылилось в три кампании обсуждения его самого и его работ, посвящённых теории классовой борьбы. Эти кампании длились до 1953 года и привели к полному отказу Бориса Фёдоровича от работы в области медиевистики. «Застрельщиком» критики выступила А. Д. Люблинская. Александра Дмитриевна особо отметила работу Поршнева с источниками и, в особенности, рукописными материалами, заявив, что, с одной стороны, он обращается с источниками излишне вольно, а с другой, что не извлекает из них все данные и плохо их анализирует. Это не помешало неподдельному интересу к монографии и огромному вниманию к ней на Западе.
В 1948—1950 годах Б. Ф. Поршнев опубликовал в «Известиях Академии наук СССР» четыре статьи, посвящённых классовой борьбе как движущей силе истории. Именно они спровоцировали две основных волны критики. Формально они начались с обращения аспирантов кафедры истории средних веков МГУ, далее статьи рассматривались в секторе истории России до XIX века Института истории АН СССР, и лишь 26 апреля 1951 года деятельность Поршнева была вынесена на заседание в секторе истории средних веков. Дискуссия вызвала большой резонанс: в обсуждениях, длившихся четыре дня, в общей сложности участвовали 22 специалиста; на публичных прениях иногда присутствовало до 200 зрителей. Борис Фёдорович столкнулся с чрезвычайно серьёзными обвинениями: «вульгарный материализм» (Ю. М. Сапрыкин), «неверное понимание Сталина, влияние Покровского и Марра» (С. Д. Сказкин), «искажение марксистско-ленинской идеологии» (В. В. Бирюкович). Объективно Поршнев обвинялся в преувеличении роли классовой борьбы в феодальном обществе и отходе от диалектического взгляда на историю, поскольку игнорировал прогрессивную роль абсолютизма в общественном развитии. Е. В. Гутнова и впоследствии считала критику Поршнева правильной, ибо «согласиться с этой концепцией означало, по сути дела, вообще отказаться от серьёзных научных исследований, вернуться от изучения общегражданской истории к изучению истории классовой борьбы, как это уже практиковалось в двадцатые года». Ход дискуссии не обошёлся без скандала: Б. Ф. Поршнев обвинил секретаря парткома Н. А. Сидорову в том, что она перепечатывает стенограммы заседаний, сознательно их фальсифицируя. Партийные историки в те времена крайне внимательно относились к содержанию стенограмм, поскольку их рассматривали как идеологическое оружие (и компромат), не менее значимое, чем тексты монографий и статей.
Поддержали Поршнева тогда З. В. Удальцова и её муж М. А. Алпатов, глава сектора Института истории и заведующий кафедрой медиевистики МГУ Е. А. Косминский, философы Т. И. Ойзерман и Ф. В. Константинов. Несмотря на то, что они остались в меньшинстве, обвинить Бориса Фёдоровича в создании «антипартийной группы» оказалось невозможно, даже не была принята итоговая резолюция. В августе 1951 года Поршнев даже пытался обратиться к И. В. Сталину, приложив к письму рукопись «Роль борьбы народных масс в истории феодального общества». Обращение не вызвало никакой реакции.
В период работы в МГУ у Бориса Фёдоровича Поршнева появились ученики. Он осуществлял научное руководство над студентом А. В. Адо из первого послевоенного набора в Московский университет. С 1949 года тот занимался в поршневском семинаре и защитил дипломную работу «Мелье и Вольтер». Далее он поступил в аспирантуру и под руководством Поршнева занимался темой «Крестьянское движение во Франции в первые годы Французской буржуазной революции конца XVIII века». Метод научного руководства Бориса Фёдоровича был оригинальным: сориентировав подопечного с кругом литературы и архивных фондов, он самоустранился и даже не читал рукописи представленной диссертации, а во время их неформальных встреч обсуждался самый широкий круг проблем, не связанных с темой. Защита успешно состоялась 20 января 1954 года. Студент Геннадий Кучеренко единственный с курса записался на поршневский семинар по истории социалистических учений. Поршнев принял его довольно сурово и велел, чтобы войти в тему и написать курсовую, прочитать как минимум четыре книги на французском языке (которым тот никогда не занимался) за четыре месяца. Главным предметом рассмотрения с подачи руководителя сделался Жан Мелье. Отработав по распределению, в 1958 году Г. Кучеренко поступил к Б. Ф. Поршневу в аспирантуру Института истории АН СССР. В 1965 году он защитил диссертацию «Роль Жана Мелье в развитии атеистической и социалистической мысли Франции XVIII в.» — уже после того, как Поршнев опубликовал монографию по наследию этого мыслителя.
В 1952 году Поршнев был освобождён от заведования сектором (которое только что занял после болезни Е. Косминского) «как явно не справившийся со своими обязанностями» и был вынужден написать заявление об уходе из института по собственному желанию «в связи с переутомлением». Вопрос о нём решался на самом верху: после обращения заведующего сектором Отдела науки и высших учебных заведений ЦК ВКП(б) А. М. Митина к Г. М. Маленкову, было решено, что «решение о снятии Поршнева с должности заведующего сектором является в целом верным», но научным сотрудником его оставили и восстановили в институте. После всех дискуссий Б. Ф. Поршнев больше никогда не публиковался в сборнике «Средние века», в юбилейном выпуске которого (1960 года) его оппоненту С. Д. Сказкину была приписана разработка «проблемы специфики феодальных производственных отношений и их основы — феодальной собственности». Советские медиевисты продолжали критиковать политэкономические концепции Поршнева даже после его смерти. По воспоминаниям, ещё в 1970-е годы на истфаке МГУ студентам не рекомендовали именно политэкономические работы Поршнева, в отличие от его конкретно-исторических исследований, посвящённых XVII веку. Проработки не прошли даром для учёного: возникли проблемы с сердцем и тяжёлая злокачественная бессонница, которая оказалась неизлечимой.
В 1953 году Государственное издательство политической литературы издало учебник Института истории Академии наук СССР «Новая история. Первый том. 1640—1789», который был подготовлен под редакцией Б. Ф. Поршнева, С. Д. Сказкина и В. В. Бирюковича (второй и третий том были изданы в 1958 и 1960 годах уже без участия Б. Ф. Поршнева).

### Оттепельные годы
С 1957 по 1966 год Б. Ф. Поршнев заведовал сектором новой истории западноевропейских стран Института истории АН СССР (одним из сильнейших в научном плане — там работало десять докторов наук). После снятия с должности в 1966 году руководил группой по изучению истории социалистических идей. После создания в 1968 году Института всеобщей истории АН СССР возглавил в нём сектор по изучению истории развития общественной мысли. Как начальник он был деспотичен, и, судя по свидетельству С. В. Оболенской, «сумел испортить отношения с большинством подчинённых, позволял себе непарламентские действия по отношению к ним»:

Борис Фёдорович прослыл в академических кругах человеком, мягко говоря, оригинальным, совершенно непредсказуемым и нелёгким в научном и в повседневном общении. Он действительно был человеком в высшей степени пристрастным и часто несправедливым, очень импульсивным и вспыльчивым, не умевшим и не желавшим сдерживать свои эмоции. Он мог... действовать, сообразуясь не только исключительно с собственным мнением, но иногда и со своим минутным настроением.

Б. Ф. Поршнев с регалией Клермон-Ферранского университета

Объяснялось это и тем, что для Б. Ф. Поршнева «было безразлично, каким его видят окружающие…, он полон был сознания важности совершаемого им». В то же время он был неизменно снисходителен к студентам и ученикам и даже мог им покровительствовать. Равным образом, из духа противоречия, он мог поддерживать учёных, о которых у коллег складывалось неблагоприятное мнение.
В жизненном отношении это были самые благополучные для Поршнева годы: в 1961 году он получил отдельную квартиру на улице Дмитрия Ульянова. После наступления «Оттепели» Поршнев стал выездным и, как минимум, трижды совершал длительные — до полугода — поездки во Францию: в 1957, 1967 и 1969 годах. Его июньская командировка 1957 года была едва ли не первой для советских франковедов после начала Холодной войны. Формальным поводом было участие в работе международной комиссии по исследованию истории представительных и парламентских учреждений: Поршнев читал свой доклад о Парижском парламенте во времена Фронды и прочитал доклад Е. А. Косминского. Для Запада он стал статусным представителем советской гуманитарной науки и успешно договаривался о разных видах сотрудничества. Он был принят на юридическом факультете Сорбонны и в Музее человека. В отличие от принятого в СССР стиля общения, Борис Фёдорович был неформален, предпочитая обсуждать важные вопросы тет-а-тет и даже на дому у своих коллег, что не поощрялось компетентными органами. Ректор Клермон-Ферранского университета, сам член Французской коммунистической партии, добился тогда избрания Поршнева почётным доктором своего университета. Во время чтения курса лекций во французских университетах в 1967 году Поршнев вытребовал выдачи выездной визы жене Изольде Мееровне, которая была беспартийной и неработающей домохозяйкой. Будучи отличным семьянином, и экономя на себе, он всегда стремился привезти родным что-нибудь из-за рубежа. С. Оболенская пересказывала эпизод, когда во время поездки в ГДР, чтобы сэкономить, Поршнев завтракал привезённым с собой из Москвы хлебом, а когда в номере не оказалось кипятильника, разводил растворимый кофе водой из-под крана. В силу живости характера, он мог и пуститься на авантюру. В своих воспоминаниях Э. Леруа-Ладюри сообщал, как водил на стриптиз «московского марксиста».
Из прочих увлечений Поршнева современники и родные отмечали его страсть к пению. У него были музыкальный слух и несильный тенор. Преимущественно, он исполнял фольклорные песни (донские и украинские), романсы, оперные арии. После войны он стал брать уроки у преподавательницы музыкального училища (соседки по квартире на Зубовском бульваре). Позднее он познакомился с певцом и автором романсов Д. К. Тарховым, который профессионально поставил Поршневу голос. Борис Фёдорович, судя по воспоминаниям дочери, легко соглашался на публичные выступления, куда бы его ни пригласили. Светлана Оболенская вспоминала, что на праздновании 60-летнего юбилея учёного, проходившего в ресторане «Прага» в присутствии сотрудников его отдела, Борис Фёдорович взобрался на эстраду, и запел «Мурку» в оперной манере. «Я не знала, что это был коронный номер Поршнева, неизменно повторявшийся в подобных ситуациях».

### К началу человеческой истории: вторая опала и кончина
1960-е годы для Поршнева были ознаменованы попыткой широкой кооперации специалистов, попыткой реализовать комплексное исследование какого-либо большого периода человеческой истории. В частности, он предложил проект грандиозной по охвату истории Великой Французской революции. В 1962 году по его поручению А. В. Адо разработал 62-страничный проспект будущего трёхтомника, который был отпечатан в 100 экземплярах и разослан по научным учреждениям. Однако слишком широкий охват проблемы вызвал критику, заявления, что Б. Поршнев «подменяет собственно историю Французской революции всеобщей историей», и проект так не был начат. Он почти не пытался защищать этого направления, ибо полностью посвятил себя проблематике начала человеческой истории, которую разрабатывал с разных сторон. Во-первых, учёный приступил к обобщению теории докапиталистической формации, начиная от первобытности. В 1966—1967 годах он написал несколько статей об азиатском способе производства, которые так и не вышли в свет. Впрочем, к международному Гегелевскому конгрессу в Париже в апреле 1969 года был приурочен доклад о периодизации всемирно-исторического прогресса у Гегеля и Маркса.
Борис Федорович Поршнев. Он был человеком смелой мысли, но мысли, которую, извините, сплошь и рядом приходилось определять как crazy. Во-первых, он выдумывал совершенные фантомы. Во-вторых, категория научной истины была ему абсолютно чужда. Он мог вывернуть все и направо, и налево. Он был полностью беспринципный — о нем я бы мог вам целую лекцию прочитать, но я избавлю вас от этого. Он привлекал меня как человек мыслящий, но его аппарат мышления и продукция, которая из этого аппарата происходила, меня удручали.
В 1964 году Президиум АН СССР принял решение об усилении методологического обновления исторической науки, что привело к созданию ряда новых структур, как в Институте философии, и так Институте истории. Под руководством М. Я. Гефтера был создан сектор методологии, в котором Б. Поршнев вёл семинар по социальной психологии — одной из важнейших тем, которые его занимали всю жизнь. Современный английский исследователь Роджер Маркуик полагал это парадоксальным на фоне увлечения учёного криптозоологией и «фетишизации классовой борьбы». В 1966 году была опубликована монография «Социальная психология и история», треть объёма которой занимала глава «Ленинская наука революции и социальная психология», написанная при участии И. М. Лукомской. Поскольку книга была посвящена обоснованию легитимности собственных концепций Поршнева, речь в ней шла о том, что одними из важнейших механизмов в переломные моменты истории становятся массовые социальные стремления, которые напрямую выражаются через культуру повседневности. Это, в известной степени, «расчищало почву» для советских культурологов и, в первую очередь, А. Я. Гуревича. Гуревич очень высоко оценил именно первую главу, с её причудливым монтажом ленинских цитат, но для его целей этого было недостаточно. Сам Поршнев успел лишь утвердить легитимность самой дисциплины социальной психологии и начать внедрение западных представлений о ней. Поэтому А. Гуревич в своих воспоминаниях мог позволить себе иронический тон по отношению к Поршневу, поскольку со второй половины 1960-х годов приступил к изучению ментальностей.
В 1964 году Б. Ф. Поршнев осуществил замысел конца 1940-х годов — обобщил материалы о классовой борьбе в монографии «Феодализм и народные массы». В 1966 году он защитил её как диссертацию на соискание степени доктора философских наук, причём одним из оппонентов выступил Т. И. Ойзерман, поддержавший Бориса Фёдоровича во время дискуссий рубежа сороковых — пятидесятых годов.
То же самое произошло с Борисом Фёдоровичем Поршневым. Был такой историк средневековья, грань с эпохой нового времени (XVII век во Франции). У него было немало интересных вещей, но его ни в академики, ни в членкоры, никуда не выдвигали, везде его давили. Он обиделся и создал новую науку, которая называлась «палеопсихология». Вы понимаете, целую науку создал [говорит с иронией]. Это ахинея чистейшей воды.
Ещё с середины 1950-х годов Поршнев серьёзно занялся экологией, палеонтологией и археологией первобытного человека, что довольно быстро привело его к интересам в области криптозоологии, что не способствовало добрым отношениям с профессиональными биологами и историками. Впрочем, и самые близкие люди не разделяли его энтузиазма. Жена — Изольда Мееровна — сама будучи историком по образованию, высоко ценила его работы по классовой борьбе (многие ей и посвящались), но не могла всерьёз воспринимать антропологических гипотез. Ф. Рыжковский связывал препятствия, вставшие перед Б. Поршневым в этом направлении, как с «дисциплинарной жёсткостью советской академической системы», так и с тем, что широкие обобщения учёного казались современникам «полнейшим анахронизмом, невнятным эхом 1920-х». Осознание того, что Борис Фёдорович являлся «потенциальным советским Броделем», пришло много позже.
Ответвлением от тематики «борьбы народных масс» стали многочисленные поршневские публикации о роли личности в истории. В 1950-е годы он написал работу о Жане Кальвине, которая была принята как учебное пособие Московской духовной семинарией. Более десятилетия заняло исследование наследия утописта Жана Мелье: от доклада на X международном конгрессе историков в Риме, до выпуска первого в мировой историографии монографического исследования о нём в серии «ЖЗЛ» (1964). Впрочем, его «Завещание» рассматривались Поршневым в сугубо ортодоксальном ключе, как утопическое; искал в его наследии Борис Фёдорович и отражение идеологии классовой борьбы. К теме Мелье Поршнев возвращался и в 1970 году. Цикл работ о Мелье был в 1970 году представлен Институтом всеобщей истории АН СССР на соискание премии им. В. П. Волгина, но присуждена она не была. Неудачной оказалась и посмертная номинация 1974 года за монографию о европейской политике XVII века. По мнению Олега Вите, это свидетельствовало об известной шаткости позиций Поршнева в советском академическом сообществе. Занятия Ж. Мелье имели для учёного и материальное измерение: гонорар за массовое издание в серии «ЖЗЛ» позволил обзавестись собственной дачей в Пахре. Дачу Поршнев иронически называл «построенной на костях Мелье».
В начале 1970-х годов Б. Ф. Поршнев предпринял большие усилия для избрания членом-корреспондентом АН СССР, что объяснялось как стремлением признания, так и новыми возможностями для издания трудов по нестандартной проблематике. В бумагах Бориса Фёдоровича сохранился набросок композиции собрания сочинений в семи томах. По некоторым сведениям, он собирался подать в серию ЖЗЛ рукопись книги об Иисусе Христе. Однако на выборах по Отделению истории он был забаллотирован и проиграл выборы А. Л. Нарочницкому, что, по рассказам близких людей, Поршнева сильно задело. С. В. Оболенская прямо утверждала, что именно неудача с выборами в Академию преждевременно оборвала жизнь Бориса Поршнева. Его вновь поддержал Теодор Ильич Ойзерман и предложил избираться по отделению философии, где были высоки шансы на успех голосования. Однако для «прохождения» Борису Фёдоровичу не хватало монографий: издательство «Мысль» отвергло книгу «О докапиталистических формациях»; поэтому учёный возлагал большие надежды на печатание монографии «О начале человеческой истории». В конце лета 1972 года сменился состав Главной редакции социально-экономической литературы издательства «Мысль», которую возглавил В. П. Копырин. В сентябре 1972 года в Академии общественных наук при ЦК КПСС было проведено обсуждение рукописи Поршнева. Как сообщали очевидцы, председательствовавший на обсуждении В. П. Копырин разделил доску в аудитории на две половины, на которых выписывал трактовки антропогенеза у классиков марксизма и их трактовку у Поршнева. Издание было решено отменить. По воспоминаниям дочери, в тот день Поршнев сказал ей: «Я не замученный, я — поверженный». Борис Фёдорович не сдался, обращался в разные инстанции. Пока шли согласования, в издательстве «Мысль» рассыпали набор монографии — не хватало дефицитного типографского шрифта. От пережитого резко ухудшилось состояние здоровья Поршнева и 26 ноября 1972 года он скончался в санатории «Узкое» от обширного инфаркта. Накануне вечером он общался по телефону с Г. Кучеренко о перспективах защиты его докторской диссертации. На похоронах было объявлено, что решение о публикации книги «О начале человеческой истории» было принято на уровне ЦК КПСС, что не уберегло текст от цензурных изъятий и сокращений. Тело профессора было кремировано и урна с прахом упокоена рядом с родителями в некрополе московского Донского монастыря. На это потребовалось отдельное разрешение Министерства культуры СССР, поскольку территория монастыря была филиалом Музея архитектуры.

## Научная деятельность

### Общие положения. Мировоззрение учёного
Наука — это не только познание объективного мира, но всегда социальная, то есть межчеловеческая борьба. Познание объективного мира и есть могущественнейшее средство межчеловеческой борьбы. Всякая новая установленная научная истина есть удар, нанесённый по чьему-либо авторитету — по авторитету того, кто думал и учил, то есть заставлял думать иначе. <…> Сила «учителя» в его авторитете, а авторитет подрывается даже одной ошибкой, то есть авторитет совсем не пропорционален качеству истины, высказанной человеком; авторитет неделим. <…> Наука в этом смысле всегда есть социальная война, …война против социально-сильных авторитетов.
Говоря о методологическом и мировоззренческом кредо Б. Ф. Поршнева, А. В. Гордон отмечал, что доминирующей для его творчества была системность, в русле которой вся его деятельность была направлена на разработку и формулирование определённой познавательной концепции. Эта концепция базировалась, во-первых, на идее единства всемирной истории и активной роли общественного сознания в историческом процессе. Второй компонент поршневской системы базировался на представлении об активной роли человеческого сознания, поскольку всемирно-исторический процесс опирается на заинтересованности людей в поддержании связей между собой и сохранении (в его же терминологии) «сверхобщности» человечества. Люди в буквальном смысле сами творят свою историю, в том числе её универсальное единство. В этом смысле Борис Фёдорович «был „гегельянцем“ в самом общем и лучшем смысле этого слова».
Установки на философское осмысление прошлого и создание глобальных проектов были заложены ещё в период обучения на факультете общественных наук и затем в аспирантуре, где значительная часть предметов были связаны с марксистской философией и социологией. Как отмечал А. Н. Афанасьев, методологический подход Б. Ф. Поршнева можно условно назвать аксиоматическим. Для него характерен заранее заданный набор апорий,
приоритет (и даже диктат) теории. Это проявилось в самые ранние годы: в аспирантуре учебный процесс был построен на самостоятельной работе, и Борис Поршнев писал доклады на темы «Методология М. Вебера и марксизм», «Основные черты славянофильства», «Социальные идеи Руссо», причем Вебера и Руссо Б. Ф. Поршнев читал, судя по отзывам, в подлиннике. На защите доклада о Руссо оппонент — В. П. Волгин, — отметил склонность Поршнева к спекулятивным построениям и синтетическому конструированию. Далее он публиковал и работы по философии, в частности, главы в «Истории философии» (1940 года под редакцией Г. Ф. Александрова, Б. Э. Быховского, М. Б. Митина и П. Ф. Юдина). В первом томе Поршневу принадлежал раздел «Исторические предпосылки развития средневековой философии», во втором введение — «Исторические предпосылки развития буржуазной философии». В этих главах представлена схематичная социология истории в довоенной версии. Например, средневековье охватывало период от падения Римской империи до Великой Французской революции. В его рамках Б. Поршнев выделял возникновение (V—X века) и расцвет (XI—XV века) феодализма и разложение и созревание ростков капитализма. Повсюду он подчёркивал «прогрессивность» феодализма по сравнению с рабовладением, падение которого произошло (в духе сталинских «открытий») в результате синхронного совпадения «революции рабов» и вторжения «варваров». При этом упадок экономики на рубеже античности и средневековья был предпосылкой к развитию феодализма; западноевропейский феодализм развивался быстрее и иначе, чем в Византии и у арабов. Системными признаками феодализма являются феодальная собственность на землю, внеэкономическое принуждение крестьян и классовая борьба. Феодализм расшатывали товарно-денежные отношения, появление и рост городов, углубляющееся разделение труда. По мере проникновения новых отношений происходило укрепление королевской власти, побеждающей феодальный сепаратизм, и высвобождение её из-под власти папства. Начинается становление национальных государств. Противостояние феодализму шло не только в виде крестьянских и городских восстаний, но и в форме ересей. Становление капитализма и разложение феодализма Б. Ф. Поршнев напрямую связывает с развитием мировой торговли, географическими открытиями, первоначальным накоплением капитала, которое лишало крестьян земли. В XVI—XVIII веках начинается обострение антагонизма между «хозяйственной» буржуазией и «феодально-абсолютистским строем», между абсолютизмом и народными массами. Если народные массы свои интересы выражали в восстаниях, то буржуазия — «в новой культуре» и идеологии. Иногда эта культура уживалась с феодализмом и даже служила ему. Так случилось, по мнению историка, с гуманизмом и культурой Ренессанса. Английская революция достигла успеха благодаря союзу буржуазии и обуржуазившегося дворянства. Успеха могла достигнуть и Фронда в середине XVII века во Франции, но этого не произошло из-за её страха и нерешительности.
В архиве учёного сохранилась большая серия записей 1938—1945 годов, посвящённых проблемам сознания и когнитивных практик. Из этих записей понятно, что уже в этот период вызревали основы его проекта: изучения человеческой истории в целом, которое представляет собой задачу самопознания человечества; самопознание немыслимо без изучения свойств и проблем самого познания. Гносеология, по мнению Б. Ф. Поршнева, сближается с экспериментальной деятельностью, поскольку внешний мир воздействует на человека, но слово (идея), созданное человеком, не меньше влияет на него и даже определяет поведение. Поэтому подлинная наука призвана соединить внешние воздействия и воздействия самого человека, преодолев тем самым противопоставление объекта и субъекта. Обоснование данной аксиомы Поршнев черпал из структурной лингвистики Ф. де Соссюра, активно оперируя понятиями синхронии и диахронии, применяя их как к классовой борьбе, так и проблемам международных отношений. Диахрония — рассмотрение истории по вектору восходящего развития, начиная от выделения человечества из животного мира; синхрония — реальная взаимосвязь человечества в каждый конкретный момент времени. Антиномия использовалась для решения проблемы перехода описания статичной структуры к её историческому рассмотрению. В рассуждениях о суггестивной роли языка Поршнев обращался к философии имени А. Ф. Лосева и ссылался на его «Диалектику мифа»; самые ранние упоминания Лосева в его архиве относятся к 1939—1941 годам. Лосевская философия языка интересовала его и в 1960-е годы в контексте исторической гносеологии: Поршневу было важно прояснить механизм появления описывающих реальность речевых конструкций. Обладая глубоким историзмом мышления, Б. Ф. Поршнев прекрасно понимал, что фиксация вещей не является простым свойством или слепком. Эта фиксация в виде слов и дискурсов становится, по сути, новой реальностью.

### Дискуссия о политэкономии феодализма

#### 1930-е годы: «заочный этап»
Для понимания интеллектуального развития Б. Ф. Поршнева в 1930-е годы большую роль играет его неопубликованный труд «Развитие и экономическая природа торгового капитала в XVI—XVIII вв.», основы которого закладывались во время обучения в аспирантуре, а затем дополнялись и даже докладывались во время работы в Ростове-на-Дону. Этот труд был своего рода «ответом» Поршнева на дискуссии вокруг школы Покровского и концепции торгового капитализма в развитии России, в которых он личного участия не принимал. Глобализм его мышления проявлялся в полной мере: в анкете о преподавательской деятельности от 1934 года он писал, что «изучению общества первобытного уделял особое внимание (наряду с феодальным)».
В своей рукописи Б. Ф. Поршнев начинал с определения понятия социально-экономической формации, причём рассуждал, отталкиваясь не от классиков марксизма, а от Гегеля. Поскольку любое понятие обозначает два противоположных смысла, слово «формация» означает «и строй, сформированность, как законченный процесс, и процесс незаконченный, длящийся, процесс формирования». Формация относится к категориям развития, но при этом развитие не следует смешивать с изменчивостью (простой сменой качеств) и эволюцией (линейным процессом накопления качеств). Так как развитие — превращение противоположностей, сменяющиеся формации отрицают одна другую — «рабовладельческая латифундия отрицается оброком, оброк отрицается барщиной». К формациям «совершенно неприменимы формальные определения, претендующие на однозначность и постоянную тождественность с собой». Всего у Маркса Поршнев находил пять формаций. Говоря специально о феодализме, он находил в этой формации «пережитки рабства» и появление «эмбрионов буржуазной частной собственности», поэтому «основное же содержание формации не поддаётся никакому константному и пригодному на все случаи определению». В отличие от феодализма с его множеством переходных форм и хронологической неопределённостью, Б. Ф. Поршнев подчёркивал единство капитализма, который зародившись, сразу демонстрирует тенденцию «превратиться в мировое капиталистическое хозяйство», объединяющего «три концентра — „единичное хозяйство“, „народное хозяйство“ и „мировое хозяйство“ <...> Они находятся между собой и в противоречии, но и в неразрывной связи». Диалектика состоит в том, что торговый капитал приходит в общества с разным уровнем развития феодализма, и одновременно развивает производительные силы феодализма и подрывает их. Промышленный капитал не возникает непосредственно из торгового. Промышленный капитализм имеет национальный характер, национальное производство определяет национальный рынок. Промышленный капитал рождается в революции, когда для этого достаточно развиваются производительные силы, но не отбрасывает предыдущие общественные формы, перерабатывает их и несёт в себе. Далее на месте промышленного капитализма развивается финансовый.
В начале 1930-х годов Б. Ф. Поршнев не успел заявить о себе оригинальной концепцией в Москве, ибо, после возвращения из Ростова обнаружил, что концепция торгового капитализма разоблачена и вытеснена из актуальной научной и идеологической повестки. В силу отсутствия живой полемики и интеллектуального окружения, законченной концепции феодальной формации на данном этапе ему создать не удалось. Для Б. Поршнева было очевидно, что торговый капитализм самостоятельной формацией быть не может, более того, он не является и начальной фазой капиталистической формации. Объясняется это тем, что торговый капитализм занят непродуктивной деятельностью: одновременно обменом и грабежом. Капитализм как таковой подразумевает производственную деятельность в рамках национального государства, которая со временем приобретает транснациональный, империалистический характер.

#### Политэкономические взгляды Б. Ф. Поршнева в 1940—1950-е годы
По мнению И. С. Филиппова, зрелые работы Поршнева-политэкономиста и в начале XXI века оказывают существенное воздействие на представления о средневековье в российской историографии. В первую очередь, это его статья «К вопросу об основном экономическом законе феодализма» (1953), которая определила всю аргументацию и тональность работ Бориса Фёдоровича в этом направлении, и монографии 1956 и 1964 годов, последняя из которых была им защищена как докторская диссертация по философии. Статья «К вопросу об основном экономическом законе феодализма» была опубликована всего через два месяца после того, как учёный был вынужден поместить в том же журнале «Вопросы истории» покаянное письмо, в котором признавал, что преувеличивал значение классовой борьбы в ущерб экономическому развитию. В своей статье Поршнев отталкивался от только что опубликованного тезиса И. В. Сталина, что каждой формации присущ некий главный экономический закон, определяющий её развитие. Строго говоря, вождь в работе «Экономические проблемы социализма в СССР» касался только социализма, но для Поршнева было важно, что на высшем уровне обозначено существование экономических закономерностей, присущих не только капитализму. В статусном отношении это делало его первым, кто откликнулся на «новые гениальные мысли Сталина». Поршнев объявил главным экономическим законом феодализма закон феодальной ренты, разработку которого приписал Марксу. Равным образом, он повторил все сталинские положения о феодализме, включая монополию феодалов на землю и неполную собственность на работников. Собственно, закон феодальной ренты сводился к констатации того, что она имела тенденцию к постоянному росту и всегда охватывала весь прибавочный продукт.
Архив учёного свидетельствует, что до 1953 года проблематика политэкономии феодализма не увлекала Бориса Фёдоровича, и у него не было серьёзных работ или идей на эту тему. И. Филиппов утверждал, что он был мало подготовлен для написания работы такого масштаба. Более того, у него не было ни одной публикации специально по медиевистике, поскольку понятия «феодализма» и «средневековья» не тождественны друг другу. В то время периодом завершения Средневековья считался XVII век — Английская революция и Фронда. Понятие раннего Нового времени считалось «буржуазным» и «ненаучным», и моделирование проблем феодализма на источниковом материале XVII века было приемлемым. Равным образом, он, являясь специалистом по политической истории и истории общественной мысли, не имел подготовки для занятий социальной и экономической историей; в политэкономии его интересовала единственная тема — эксплуатации зависимого крестьянства. В последовавшей дискуссии приняли участие тридцать два специалиста (12 откликов появились в «Вопросах истории» в течение 1954 года), которые не оспаривали самого определения основного экономического закона феодализма, заданного Поршневым. Главная борьба развернулась за второстепенные аспекты проблемы. Исключений было мало: А. Д. Люблинская усомнилась в самой возможности на имеющейся источниковой базе сформулировать основной экономический закон феодализма, а И. С. Кон выступил с идеей, что господствующий класс может использовать этот закон для снижения социальной напряжённости, за что был подвергнут осуждению. Довольно быстро оказалось, что «закон» Поршнева на самом деле констатирует, что феодальная рента является важной характеристикой феодального общества, но не более того. В итоговой резолюции дискуссии, напечатанной в пятом номере «Вопросов истории» за 1955 год, формулировки были мягкими и обтекаемыми:

«…Присвоение феодалами для своего паразитического потребления прибавочного продукта путем эксплуатации зависимых крестьян на основе собственности феодала на землю и неполной собственности на его работников производства — крепостных». Такое определение на первый план выдвигает присвоение; феодалы здесь выступают только как паразиты, что может породить ложное представление об изначальной реакционности феодализма. Между тем в период, пока феодальные производственные отношения обеспечивают дальнейший рост производительных сил, класс феодалов играет прогрессивную роль.

#### Монографические исследования Б. Ф. Поршнева
В 1956 году Б. Ф. Поршнев выпустил монографию «Очерк политической экономии феодализма», в основу которой положил статью трёхлетней давности с учётом последовавшей полемики. Монография была всеохватной, поскольку в ней анализировались вопросы натурального и товарного производства, денежной ренты, движимого и недвижимого богатства, и прочее. В работе была представлена целостная картина феодальной экономики, что было сделано впервые в марксистской историографии. «Подкупила логичность мысли. …Автор, выдвигая те или иные постулаты, затем им уже не противоречит. (Это довольно распространенный грех тогдашних
теоретических сочинений — наличие противоречий в собственных построениях)». В содержательном отношении в книге было много спорных моментов, например, отсутствовала подробная трактовка понятия «феодализм» с этимологией. Поскольку Б. Поршнев положил в основу работы исключительно сталинские трактовки, он свёл анализ феодализма к анализу отношений собственности и даже заявил, что они и составляют главный предмет политэкономии. Автор сильно упростил и исказил экономическую теорию Маркса, поскольку по Сталину следовало, что различия между античным рабством, феодализмом и капитализмом заключаются в социально-правовом статусе собственника, который отбирает прибавочный продукт у производителя. Из рассмотрения выпадали издержки производства, и какая часть производимого продукта на них уходила. Поршнев справедливо утверждал, что при феодализме воспроизводство рабочего скота, инвентаря и семенного фонда производилось почти исключительно самим крестьянским хозяйством (в отличие от рабовладения и капитализма), такая ситуация наблюдалась даже в барщинном хозяйстве. Из этого, однако, делался вывод, что при феодализме производство средств производства осуществляется из необходимого продукта, который у Маркса идёт на простое воспроизводство работника. Это показывало, что Поршнев был слабым специалистом по аграрной истории, например, не понимал, что поддержание земли в рабочем состоянии само по себе требует огромных расходов. И. С. Филиппов высказал предположение, что многие тезисы Поршнева отражали реалии сталинской экономики, например, пренебрежение к основным фондам. Равным образом, он исходил из априорного (и высказанного Сталиным) тезиса, что собственник присваивает весь прибавочный продукт, что не соответствует ни историческим фактам, ни марксистской теории.
В силу конфликта Поршнева с медиевистами, книга не вызвала большого резонанса. Редакционная коллегия сборника «Средние века» её проигнорировала, в центральной прессе появились рецензия в партийном журнале «Коммунист» и в «Вопросах экономики». Оба отзыва были весьма критическими, несмотря на похвалы объёму проделанной работы и оценке самого факта появления монографии о политэкономии феодализма. Даже не будучи медиевистами, рецензенты-экономисты нашли в рассуждениях и теоретических постулатах Б. Ф. Поршнева немало ошибок и упущений. Так, Г. Козлов в «Коммунисте» отметил, что Поршнев проигнорировал исследование динамики цен в Средние века, и полностью опроверг основополагающие понятия «неполной собственности феодала на зависимого крестьянина» (не упоминая факта, что это сталинское понятие, а не поршневское) и «избыточного продукта». Экономист Ф. Морозов критиковал эти же понятия также без упоминания авторства, и продемонстрировал, что Поршнев смешивал юридические и экономические понятия и категории и избегал понятия «земельная рента», потому что оно противоречило «неполной собственности». Раскритиковал Морозов и поршневское положение, что отношения сюзерена и вассала воспроизводят отношения между хозяином и крепостным. Из профессиональных медиевистов откликнулся только профессор Казахского университета Я. Д. Серовайский, но его статья была малодоступна для большинства исследователей и использовала критику Поршнева для обоснования собственных концепций автора — специалиста по аграрному строю средневековой Франции.
Изданная в 1964 году монография «Феодализм и народные массы» вызвала ещё меньший интерес, чем предыдущая. Во-первых, в её текст целиком вошёл «Очерк политической экономии…», с некоторыми дополнениями. По сообщению Л. Б. Алаева, «автору надо было доказать, что его мысли не противоречат Марксу и Энгельсу именно тогда, когда они им противоречили». Перерабатывая свою книгу, Б. Ф. Поршнев провёл четыре семинара в Институте востоковедения АН СССР, общаясь с молодыми коллегами, чьи замечания и дополнения о восточном феодализме затем включил в книгу. Вероятно, он убедился для себя, что феодальная
собственность как монополия класса феодалов на землю в наиболее политэкономически «чистом» виде существовала именно на Востоке, когда там господствовала государственная собственность на землю. В состав «Феодализма…» вошли и многие идеи Поршнева о классовой борьбе, которые к 1960-м годам казались анахронизмом, в частности, «закон возрастания классовой борьбы» и утверждение, что классовая борьба — это экономическая категория. Раздел о феодальной собственности завершался объёмной цитатой из «Вопросов ленинизма» Сталина. По мнению И. С. Филиппова большой ценностью обладало приложение к монографии, в котором Б. Ф. Поршнев излагал идею «феодального синтеза» и предвосхитил построения М. Сюзюмова, Е. Гутновой и З. Удальцовой о взаимодействии римского и германских обществ. Тем не менее, основное содержание книги И. Филиппов определял как «марксистскую экзегетику»: исследование частотности цитирования показывает крайнюю редкость ссылок на историков и экономистов начала XX века (Бюхер, Зомбарт, Фюстель де Куланж). Ссылки на авторов-современников ещё более редки. Поршнев использовал лексику времён идеологических дискуссий 1920-х годов, например, нашёл у автора книги о Марксе и крестьянском вопросе Д. Митрани «кулацкое нутро». Единственную рецензию профессионального юриста на монографию представил давний поршневский оппонент П. Н. Галанза, который нашёл в построениях автора массу логических нестыковок, но не укорял его за ошибочное употребление правовых терминов. Не будучи специалистом по политэкономии, Пётр Николаевич ограничился краткой характеристикой первого раздела «Феодализма…», сообщив, что «это старое строение с подновлённым фасадом». Опубликованная в 1965 году П. Я. Любимовым в «Вопросах истории» рецензия была негативной, но её автор касался исключительно классовой борьбы в истории.

### Поршнев о Фронде, французском абсолютизме и классовой борьбе

#### В СССР

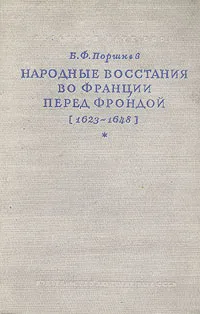
Обложка монографии 1948 года

В марте — апреле 1940 года президиум Института истории АН СССР провёл три заседания, специально посвящённых проблеме абсолютизма, главным докладчиками на которых выступали С. Д. Сказкин, З. В. Мосина и Б. Ф. Поршнев. Борис Фёдорович к тому времени являлся признанным специалистом по этому и смежным вопросам, имел около десяти публикаций и рецензий и готовился к защите докторской диссертации. Его доклад назывался «Французский абсолютизм и народ», и отличался особо строгой категориальной выверенностью. Согласно его мнению, абсолютизм является формой дворянского, то есть феодального, государства, и любой другой взгляд на этот вопрос делает ненужным понятия буржуазной революции, уничтожившей феодализм. В присущем ему антиномическом духе, Б. Ф. Поршнев предложил рассматривать концепцию «двух абсолютизмов» и «двоякой природы буржуазии». На первом этапе дворянство боролось за установление абсолютизма в союзе с буржуазией, на втором этапе приступило к борьбе с буржуазией, причём эти этапы в развитии абсолютизма следовали один за другим. Говоря о буржуазии, Б. Ф. Поршнев предложил такие понятия, как «феодальная буржуазия» и «новая буржуазия». Исходя из выстроенной им схемы, следует, что на первом этапе вся буржуазия как класс поддерживала абсолютизм, поскольку связана с дворянством в «торгово-ростовщическом отношении» и боится народных движений. Отношения между этими классами носят характер неравного компромисса, поскольку дворянство не поступается своими интересами, а буржуа отказываются от «линейной перспективы своего развития». На третьем заседании 10 апреля 1940 года концепция Поршнева подверглась критике со стороны А. Д. Эпштейна, который укорял его в игнорировании использования бюргерством «плебейских элементов» как во время Крестьянской войны в Германии, так и гугенотских войн и Фронды во Франции. Впервые прозвучало сравнение методов Б. Ф. Поршнева со средневековой схоластикой, а именно доказательством бытия Бога Ансельмом Кентерберийским, полученным «чисто аналитическим путём»:

У Бориса Фёдоровича вместо Бога другой объект — «абсолютизм». Это такая форма государства, которая облегчает феодалам эксплуатацию трудящихся масс. Вот исходный путь Бориса Фёдоровича, и отсюда уже путём чисто формально-логического, аналитического метода он выводит все следствия, все доказательства... Всё развивается логически, но история остаётся ни при чём, и это главный недостаток этого рассуждения.
В. В. Бирюкович в ходе обсуждения также отметил, что по Поршневу получается, что буржуазия пошла на революцию только случайным образом, тогда как буржуазия сыграла в XVII веке революционную роль именно потому, что не испытывала угрозы со стороны пролетариата. Завершая своё выступление, он призвал коллег прекратить жонглировать цитатами из классиков, а взяться за ремесло изучения источников. Отвечая на возражения, Поршнев согласился с важностью конкретно-исторических исследований, но затем вернулся к своей излюбленной диалектике. Он объявил, что основным фактором развития феодальной формации является противоречие между феодалами и крепостными. Но если феодалы были свергнуты буржуазной революцией, то в основе этой последней лежит «революция крепостных», о которой говорится у товарища Сталина. Заместитель директора института А. Д. Удальцов согласился с этой формулировкой, но возразил, что при абсолютизме трудящиеся не могут выступать самостоятельно, а у Сталина говорится, что в буржуазной революции крестьяне — «резерв буржуазии».

#### «Поршневская эпоха» в западной историографии
В конце 1950-х годов концепции Поршнева стали фактом западной историографии, причём его первые читатели — Р. Мунье и Ф. Бродель — вынуждены были заказывать переводы его статей, а «первооткрывателем» выступил Люсьен Тапье, который читал по-русски. Бродель ещё в 1958 году назвал концепцию Поршнева революционной. По-настоящему ввёл монографию Поршнева «Народные восстания во Франции перед Фрондой (1623—1648)» во французский интеллектуальный контекст Ролан Мунье, не скрывавший своих консервативных и клерикальных взглядов.

Оказывается, все это столетие было преисполнено многочисленными «Жакериями», тщательно скрываемыми буржуазной историографией. Общество того времени понималось советским историком как феодальное по своей природе. То, что большую часть своего «прибавочного продукта» крестьянин отдавал вовсе не своему сеньору, а сборщикам королевских налогов, роли не играло. «Феодальная рента» собиралась централизованно, а затем перераспределялась в пользу господствующего класса. Буржуазия, приобретая должности, также «феодализировалась», совершая предательство по отношению к своей исторической миссии. Изменив своему классу, вчерашние буржуа становились агентами феодального государства, высшей стадией которого был абсолютизм — дворянская диктатура, призванная подавлять нарастающий вал классовой борьбы трудящихся города и деревни.
Мунье посетил Ленинград, чтобы ознакомиться с архивом канцлера Сегье, малоизвестным на Западе, и лично общался с Поршневым. Первые его публикации по классовой борьбе вышли в 1959 году. После выхода в свет французского перевода книги Поршнева в 1963 году, Мунье опубликовал сборник документов из архива Сегье («Lettres et mémoires addressés au chancelier Séguier (1633—1649)»), причём публикация показала, что в источниковедческом отношении Поршнев не всегда бывал аккуратен, что в СССР подчёркивала А. Д. Люблинская. Свои возражения Мунье строил на той основе, что во всех анализируемых советским историком восстаниях руководителями и застрельщиками были духовенство, представители провинциальных дворянских линьяжей, местные офисье — собственники должностей, то есть те, кого Борис Фёдорович именовал «феодалами». Несмотря на это, импульс, заданный Поршневым, ощущался во французской историографии два десятка лет (и поделил учёное сообщество на «поршневистов и антипоршневистов»), ему был посвящён международный коллоквиум 1984 года, а монография Поршнева переиздавалась ещё в 1972, 1978 и 2002 годах. Эммануэль Леруа Ладюри без всякой иронии предлагал именовать 20—40-е годы XVII века «le temps porchnevien» (поршневским временем).
Полемику Мунье и Поршнева (а также их коллег) относительно ситуации во Франции XVII века затронул в первом томе «Мир-системы Модерна» 1974 года Иммануил Валлерстайн, особое внимание уделив термину «плебеи», используемому советским историком. Тот заимствовал его из энгельсовской «Крестьянской войны в Германии», и утверждал, что это даже не предпролетариат, а совершенно гетерогенная масса. Плебеи были наиболее уязвимы перед углублением экономического кризиса в условиях, когда динамику экономического развития определяла политическая активность знати. Валлерстайн полностью разделял выводы Поршнева о сделке буржуазии с аристократией на условиях последней, что не позволило Фронде развиться в полноценную гражданскую войну с последующей революцией. С тех пор полемика Поршнева — Мунье стала обязательной к изучению в курсах по истории Франции в университетах США.
Монография Поршнева о классовой борьбе в известной степени повлияла на работы Мишеля Фуко. Б. Ф. Поршнев знал и ценил «Историю безумия в классическую эпоху». В философском плане «археологию знания» Фуко и историческую методологию Поршнева роднило представление о прошлом как о разрыве с настоящим, хотя Мишель Фуко выступал против диалектики. В своем лекционном курсе 1972/73 учебного года в Коллеж де Франс Фуко часто цитировал полемику Поршнева и Мунье, но его интересовал вопрос исторической непрерывности. Поршнев утверждал, что французское государство в XVII века было феодальным; Мунье настаивал, что налоговая политика и продажа должностей были автономными потребностями государства, состоящего в союзе с буржуазией. В своём курсе лекций, состоящем из тринадцати занятий, восемь Фуко посвятил «восстанию босоногих», приняв тезисы Поршнева, что данное восстание попыталось сформировать «альтернативную форму власти» со своими ритуалами, предписаниями и формами мобилизации. Впрочем, значение восстания для него в другом: не в пробуждении «классового сознания» и не в появлении экономической основы для союза «народных масс» и буржуазии против Старого режима, а того, что государство впервые «наложило руку» на правосудие. Фуко, отвергая классовую борьбу, использовал источники и интерпретацию левого и правого историков, чтобы продемонстрировать легитимизацию репрессивного аппарата современного государства и условия, из которого аппарат подавления возник.

### Поршнев как историк внешней политики
Новаторство исторического мышления Б. Ф. Поршнева в полной мере проявилось в его финальной трилогии, посвящённой Тридцатилетней войне. Работа в области истории первой общеевропейской войны должна была продемонстрировать возможности метода синхронического единства человеческой истории. Поршнев рассматривал её как «горизонтальный срез» исторического процесса небольшой диахронической протяжённости. В 1970 году была опубликована монография «Франция, Английская революция и европейская политика в середине XVII века», которая была заключительной частью трилогии. Посмертно вышла первая часть о вступлении в Тридцатилетнюю войну Швеции и Московского государства. Судя по архиву исследователя, ранний вариант этой монографии был создан ещё в 1945 году, но по каким-то причинам публикация была отложена. В предисловии к первой части Б. Ф. Поршнев излагал основные темы второй книги, именовал её «в основном подготовленной», но никаких следов рукописи не сохранилось. В некотором смысле, это была попытка создать «тотальную историю» в духе Ф. Броделя.
О. Вите полагал, что для Поршнева это было своего рода case study, то есть исследование общей проблемы на частном примере. Исследование народных восстаний перед Фрондой (то есть во время Тридцатилетней войны, в которой Франция официально участвовала с 1635 года) показало Поршневу, что полноценная территориальная и хронологическая локализация восстаний невозможна без учёта взаимодействия страны, где эти восстания происходили, с внешними силами. Всего через три месяца после защиты докторской диссертации, весной 1941 года, Борис Фёдорович выступал в Институте истории АН СССР с докладом о влиянии Английской революции на общественную жизнь Франции той эпохи. В результате, монография о Швеции и Московской Руси в Тридцатилетней войне в 1995 году была частично переведена на английский язык. Рецензент — Роберт Фрост — отмечал, что переводчик (П. Дьюкс), отобрал главы с четвёртой по восьмую, «которые наиболее интересны англосаксонскому читателю».
После работы Б. Ф. Поршнева, западные историки не могли игнорировать тезис учёного о решающей роли русской финансовой помощи Швеции в форме зерна и селитры, которые перепродавались в Западной Европе, в обеспечении шведских успехов. Ссылки на это имелись в работах М. Робертса о короле Густаве-Адольфе (1973 год) и исследовании Дж. Паркера о ходе Тридцатилетней войны (1987). Сам Поршнев работал, преимущественно, с материалами советских архивов, имея лишь один микрофильм из Стокгольма, содержащий французские, немецкие и шведские источники в изданиях начала XX века. Как и в случае с книгой о Фронде, его материалы были малодоступны в то время на Западе, что повышало ценность его труда. Однако именно экономические данные поддавались проверке на западных архивных материалах. Немецкий историк В. Медигер пришёл к выводу, что Поршнев преувеличил размеры спекулятивных доходов Швеции от перепродажи российского зерна. Шведский историк Л. Экхольм в исследованиях 1971—1974 годов на основе шведских архивов, также заключил, что доходность торговли зерном была Поршневым сильно завышена, хотя важность этой статьи доходов бесспорна. Р. Фрост отмечал, что существовало множество вненаучных факторов, которые давили на Б. Ф. Поршнева, принуждая его выстраивать «титаническую борьбу между прогрессивными силами протестантской Европы, возглавляемой союзной Францией, и реакционным католическим блоком Габсбургов и Польско-Литовского государства».

### Дискуссии о троглодитах

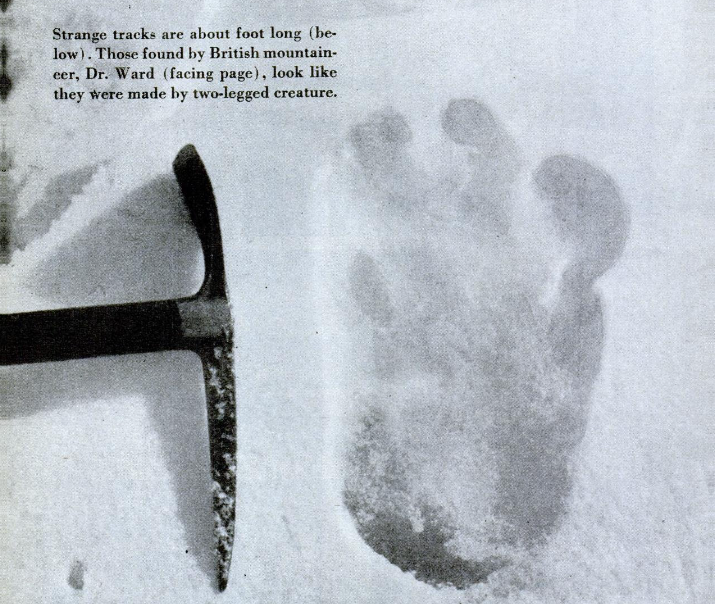
След, якобы, принадлежащий снежному человеку. Фото сделано на леднике Менлунг в 1951 году во время экспедиции Шиптон, Эрик на Эверест. Журнал «Popular Science», декабрьский номер 1952 года

В 1955 году Поршнев осуществил исследование об источниках питания ископаемых палеоантропов, обитавших в пещере Тешик-Таш в Узбекистане. Согласно Поршневу, тешик-ташский палеоантроп не охотился, а лишь подбирал за барсом ту часть убитых им горных козлов, которую тот не съедал. Эта работа привела Бориса Фёдоровича к исследованию «снежного человека», который заинтересовал его по той причине, что опубликованные в 1957 году сообщения о реликтовых гоминоидах были привязаны к региону, где в изобилии водятся горные козлы. Это было фундаментом для предположения, что за совершенно случайным и неудачным названием «снежный человек» кроется реальный зоологический феномен — дожившие до современной эпохи реликтовые палеоантропы, неандертальцы.
В январе 1958 года секретарь Отделения исторических наук АН СССР Е. М. Жуков направил официальное письмо президенту АН СССР академику А. Н. Несмеянову, подняв вопрос о научном познании феномена «снежного человека». В те же дни с А. Несмеяновым лично встречался и Б. Поршнев, который, вероятно, и добился направления письма Отделения исторических наук. Заседание Президиума АН СССР по вопросу о «снежном человеке» состоялось 31 января 1958 года. В стенограмме отмечены выступления самого Б. Ф. Поршнева, сообщение сотрудника ЛГУ — гидрогеолога А. Г. Пронина (который, якобы, лично наблюдал гоминоида на Памире), академиков А. Н. Несмеянова, П. Л. Капицы, К. В. Островитянова, Н. Н. Семёнова, И. Е. Тамма, А. В. Топчиева, С. А. Христиановича, члена-корреспондента С. В. Обручева, а также приматолога М. Ф. Нестурха, начальника Памирской научной станции АН Таджикской ССР К. В. Станюковича, палеоантрополога Г. Ф. Дебеца. Поршнев заявил, что «общественность вправе потребовать, чтобы на взволновавший её вопрос наука дала ясный ответ». Во время прений резко скептическую позицию занял С. В. Обручев, который вскоре возглавил академическую Комиссию по изучению «снежного человека». Он даже осудил выступления очевидца в прессе с явно «недостаточным материалом». Сам А. Н. Несмеянов отмечал, что академики не ставили вопроса о возможности и вероятности существования «снежного человека», поскольку речь шла о «продвижении советской науки к новым открытиям». П. Л. Капица откровенно заявил, что «самое важное — люди, которые с энтузиазмом, с интересом пошли бы на поиски в тяжёлых условиях. Если даже они не найдут „снежного человека“, они найдут что-либо другое».
Распоряжением Президиума АН СССР от 10 февраля 1958 года был утвержден персональный состав Комиссии по изучению вопроса о «снежном человеке». Б. Ф. Поршнев вошёл в её состав как заместитель председателя С. В. Обручева. В составе комиссии были специалисты разных профилей, в том числе зоологи, географы, антропологи, альпинисты, и даже директор Московского зоопарка. Инициатива была одобрена на уровне ЦК КПСС. Единственный отчёт о проделанной работе был оглашён на Президиуме АН СССР 23 января 1959 года. На этом заседании С. В. Обручев первым предложил комиссию по гоминоиду распустить, а вопрос о снежном человеке изучать в соответствующих институтах, в частности, Институте этнографии. Из доклада Б. Ф. Поршнева следует, что лично он участвовал в Памирской экспедиции на общественных началах, и планировал наладить взаимодействие с Академией наук Китая, но для этого ничего не было сделано. Усилиями Поршнева и А. А. Шмакова в 1958 году вышли два выпуска «Информационных материалов Комиссии по изучению вопроса о „снежном человеке“», и в 1959 году — уже после роспуска комиссии — ещё два выпуска. По утверждению Поршнева, сверх того он подготовил четыре выпуска информационных материалов, так и не вышедших в свет. Также на Президиуме не были озвучены источники и объём финансирования мероприятия, точные сроки и хроника экспедиции, общее число участников и др. Научные выводы и перспективы работы над гипотезой существования «снежного человека» были сформулированы Б. Поршневым: он считал необходимым продолжение исследований в зоогеографическом и зооэкологическом аспектах для определения ареала «снежного человека». Итогом стал раскол участников и личная ссора Обручева с Поршневым. Начальник экспедиции К. В. Станюкович заявил: «Мне хочется, чтобы вы поверили, что мы не привезли „снежного человека“ только потому, что его там нет». Вопрос был решён, по словам И. Н. Ильиной, по принципу: нет «снежного человека» — нет проблемы.

Поршнев и его сторонники (слева направо): Борис Поршнев, Александр Машковец, Пётр Смолин, Дмитрий Баянов и Мария Кофман (1968 год)

Практически единственными сторонниками продолжения работы остались Б. Ф. Поршнев и врач Ж. И. Кофман. Они частным порядком направляли в Президиум АН СССР письма, где откровенно писали о проблемах в организации экспедиции. Ж. Кофман заявила, что «экспедиция не имеет права произнести свое слово по этому вопросу попросту потому, что… она его и не искала». Поршнев пытался обвинять К. В. Станюковича, но в ходе прений эти аргументы использованы не были. Со всем присущим ему темпераментом, Борис Фёдорович настаивал на своей правоте и продолжал работу. В 1963 году он добился издания монографии «Современное состояние вопроса о реликтовых гоминоидах», которая вышла ротапринтным тиражом 100 (по другим сведениям, 200) экземпляров. После того, как Б. Поршнев выпустил свою популярную книгу «Борьба за троглодитов» в алма-атинском журнале «Простор» с продолжением, была опубликована коллективная рецензия его работ профессиональными зоологами — сотрудниками Академии наук Украинской ССР: И. Г. Пидопличко, А. Б. Кистяковским, А. П. Корнеевым, Н. К. Верещагиным. В статье констатировалось, что «выдумка о так называемом снежном человеке» уже давно разоблачена и «надоела всем серьёзным исследователям».

Особенно активную роль в пропаганде псевдонаучных сведений о так называемом снежном человеке играет историк-медиевист проф. Б. Ф. Поршнев, бесцеремонно вторгшийся в чуждую ему область биологических знаний и упорно печатающий свои измышления о «снежном человеке» на страницах журналов и газет, ставя при этом в весьма неприглядное положение редакторов этих изданий, наивно верящих в его компетентность.
Н. Верещагин представил и персональную рецензию на публикации Поршнева. «Информационные материалы» показали, что «почти у всех народов СССР существует много сказаний и верований об обитающих или обитавших в лесах, горах и на равнинах диких человекообразных существах». Крайне низкая оценка была дана им и в отношении аргументации Б. Ф. Поршнева в монографии 1963 года: «биологического анализа „фактов“ за и доводов против существования „снежного человека“ в этом объёмистом сочинении нет», и далее: «странным образом среди „очевидцев“ не оказалось ни настоящих охотников, ни настоящих зоологов, проведших в лесах значительную часть своей жизни».
В связи с англо- и франкоязычными изданиями статей Б. Ф. Поршнева о «снежном человеке» (в том числе в соавторстве с Б. Эйвельмансом), в 1976—1979 годах прошла небольшая дискуссия о некоторых постулатах его теории на страницах журнала «Current Anthropology». В 1976 году увидела свет статья И. Бурцева и Д. Баянова «Неандертальцы против парантропов», в которой воспроизводились аргументы Б. Поршнева об отражении сосуществования людей и неандертальцев в исторические времена в археологических памятниках, предметах искусства и даже описаниях представителей зарождавшейся науки. В 1979 году Г. Страсенбург написал ответную статью, аргументы которой были обращены уже непосредственно к трудам Б. Поршнева, который характеризовался как «упорный и выдающийся» учёный в сфере изучения реликтовых гоминоидов. Далее исследователь последовательно опровергал ряд аргументов Поршнева, на которых строилась его теория сохранения неандертальцев в древней Европе, включая время существования приматов вообще и неандертальцев в частности. Много внимания было уделено рассмотрению исторических свидетельств, которые истолковывались как описания сохранившихся особей неандертальцев, последнее упоминание о которых произошло всего за 5 лет до начала Великой французской революции. Ни одно из этих свидетельств не признаётся соответствующим научным описаниям ископаемых видов древних людей.

### О начале человеческой истории

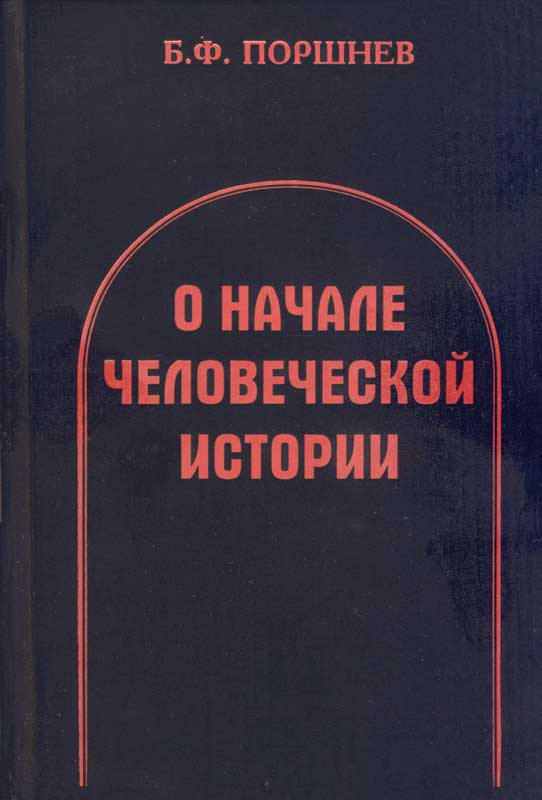
Обложка издания 2006 года под редакцией Б. Диденко

По мнению Артемия Магуна (Европейский университет в Санкт-Петербурге), обращение Б. Ф. Поршнева к палеонтологии было смелым шагом, ибо он рассматривал антропогенез как часть исторической дисциплины, а не биологии. В итоге получился трактат, в котором «непосредственно смешаны философская рефлексия и описательное повествование». Содержание теории Поршнева сводилось к следующему резюме:

Люди появились благодаря изобретению языка, орудия суггестии (внушения), которое позволило им подчинить животных и другие человеческие группы своей воле, а также сопротивляться воле других людей.
Марксист Поршнев пошёл в своём трактате на отрицание (по крайней мере, коррекцию) энгельсовой теории «трудового происхождения человека», связывая трудовую деятельность с языком. Возникновение социальных отношений обусловлено властью и господством. Доказывая это, Поршнев ссылался на физиологов — И. Павлова, В. Бехтерева и А. Ухтомского. Борис Фёдорович утверждал, что вопрос о начале истории — ключ к сущности человека, поскольку человеческое сознание не только существует исторически, но и возникло исторически, как событие, а не дар небес. Основная аргументация Б. Ф. Поршнева сводилась к следующим постулатам:
1. Люди — это говорящие животные; возникновение языка сделало возможным господство одних людей над другими, возникновение классов и классовую борьбу. Язык есть конститутивный факт власти. Все прочие сущностные характеристики человека вторичны к языку: труд есть лингвистическое предписание господина к рабу; сознание — есть инструкция самому себе, средство господство над собой (это определение предлагали Л. Выготский и П. Жане)[182].
2. Ранние люди выжили, не имея средств защиты от хищников. Они каким-то образом останавливали их или контролировали при помощи внушения (голосом), возможно, приручали одних хищников и использовали против других. Соответственно, средства внушения применяли и друг против друга, что привело человеческую популяцию к разделению на господствующую и подчиненную группы. Будущие люди разумные («неоантропы», как их называл Поршнев) возникли из подчинённой группы[182].
3. Ранние формы языка развивались через «тормозную доминанту»: раздражитель, который блокирует действие, заставляя выбранное животное воспроизвести антагонистичное ему действие путем стихийной имитации. То же относилось к популяции древних приматов: стадо обезьянолюдей могло блокировать неугодное действие вожака ритмическими действиями, ослабляя, а не усиливая доминантную реакцию. Язык изначально возник как система запретов[183].
4. На следующем этапе развития люди развили навыки противодействия запретам в виде антисигнала, «выворачивания наизнанку» приказа. Раннее сознание оказывается в ситуации «постоянной игры сил внушения и сопротивления». Поршнев иллюстрировал это развитие, используя кантианские модальности: первый запрет сообщает «не позволено», контрзапрет настаивает «позволено», окончательное предписание утверждает: «ты должен»[183].
5. Когда «гипнотизёры» ранних людей направляли силу речи на соплеменников, более продвинутые «контргипнотизеры» могли направить суггестию на самих себя; именно так возникли сознание и труд. Первой формой охотничьей деятельности была охота людей на себе подобных. Суть истории заключается в возникновении внутри одного вида разделения на «мы» и «они», на отношения господства и освобождения. Современные люди возникли из групп беглецов, которые сопротивлялись и удалялись от хозяев-каннибалов. Однако, по мнению Поршнева, «палеоантропы», то есть неандертальцы, выжили и сосуществовали с человечеством в течение долгого времени. Основной закон истории продолжал действовать и далее: общество делится на господствующие и подчинённые классы, и развивается в непрерывной классовой борьбе, делая положение подчинённого класса более осознанным и менее безнадежным[184].
6. Межчеловеческие отношения начинались как беспрерывный конфликт, убийство и стремление к бегству. Это означает и стремление к отличению «своих» от «других» ради дифференцирующей идентификации. В этой точке происходит разрыв между людьми и животными. Человеческий язык возник как средство блокировки некоторых физических реакций, а не содействия им. Это в подлинном смысле «антиязык»[185]. Таким образом, первобытный человек — это одновременно и антиживотное и античеловек современный: «отрицание зоологического, всё более в свою очередь отрицаемое человеком»[186][187].

А. Магун (как и А. Куценков) отмечает, что реконструкция праистории Поршневым «изобилует догадками и иногда скатывается к мифу», что справедливо для любой реконструкции начала (в том числе «теории Большого взрыва»). Палеонтологические и антропологические идеи Бориса Фёдоровича не во всём соответствовали современным исследованиям, были и прямые ошибки. Например, его концепция позднего антропогенеза (40 или 50 тысяч лет назад) и позднего разделения неандертальцев и людей, а также позднего выхода человека из Африки, полностью опровергнута генетикой. В то же время, по-видимому, обнаружение «зеркальных нейронов» подтверждает ту часть теории Поршнева, которая основана на представлении, что пралюди спонтанно подражали пралингвистическим сигналам запрета. Поршнев считал, что ранние гоминиды изготавливали орудия труда инстинктивно, как птицы вьют гнёзда. Некоторые современные антропологи полагают, что Б. Ф. Поршнев недооценил распространённость культурной эволюции в животном мире. В то же время перспективной представляется его гипотеза развития троглодитид — ископаемых высших приматов, которые являются не просто «переходными формами от обезьяны к человеку», а весьма специализированной группой живых существ, во многом отличной и от людей, и от обезьян. В частности, в экологическом отношении они были падальщиками, жившими в симбиозе с крупными хищниками. Концепция начала истории Поршнева не может считаться устаревшей, поскольку проблема возникновения человека, языка и культуры остаётся непрояснённой. Все предложенные теории носят предположительный характер и отражают идеологические и философские предпосылки своих авторов.
Увлечение Б. Ф. Поршнева вопросами праистории было совершенно логичным и вписывалось в его глобальный проект «критики человеческой истории» и предыдущих работ в области общественно-экономических формаций и классовой борьбы. Сосуществование и взаимодействие палео- и неоантропов для Поршнева было архетипом социальных отношений с их антагонистической природой в классовых обществах. Под влиянием этнографической литературы он пришёл к выводу о расщеплении единого вида палеоантропов на каннибалов, питающихся себе подобными, и групп, питающихся неоантропами, которые «выкупали» своё потомство частью собственной популяции. Из этого расщепления Б. Ф. Поршнев выводил культурные табу и запреты, начиная с запретов убивать себе подобных существ. Люди, таким образом, единственный биологический вид, внутри которого систематически возникает взаимное умерщвление. С его точки зрения, рабство — это смягчение, а первоначально и отсрочка умерщвления пленника. Все прочие разновидности даров, отдарков, обменов и подношений — замены, смягчения и суррогаты человеческих жертвоприношений. Таким образом, и в основе становления и развития государства лежит убийство людьми людей, но жертвы исходно воспринимались не равными себе, а «нелюдью», антиподами. Поэтому сущностью государственной власти является монополия на убийство людей, и поэтому в законодательстве любой эпохи наиболее сурово карается преднамеренное убийство.

## Наследие. Память
В XXI веке труды Б. Ф. Поршнева продолжают цитироваться и перепечатываться, хотя многократно переиздаётся только «О начале человеческой истории». Определённым стимулом в этом направлении стало 100-летие со дня рождения учёного. В честь столетнего юбилея факультетом истории, политологии и права РГГУ 7—8 апреля 2005 года была проведена международная конференция «Исторические пространства в творческой жизни Б. Ф. Поршнева».
В 2007 году под редакцией О. Т. Вите был напечатан восстановленный авторский текст монографии «О начале человеческой истории». Годом ранее под редакцией Б. Диденко был опубликован текст, отражающий редакторскую правку О. Вите начала 2000-х годов, и были внесены иные правки, не оговорённые публикаторами. В 2012 году переиздали «Современное состояние вопроса о реликтовых гоминоидах» с предисловием Н. Н. Дроздова, научный руководитель которого — П. П. Смолин — дружил с Поршневым. Ссылки на теорию антропогенеза Поршнева («праисторические реконструкции») содержатся в творчестве В. Пелевина, в частности, романе «Лампа Мафусаила, или Крайняя битва чекистов с масонами» (2016) и рассказе «Зенитные кодексы Аль-Эфесби» (2011).
В отношении научного наследия Бориса Фёдоровича в историографии существуют две несхожие позиции: согласно первой, его научно-философские взгляды — это памятник эпохи, в которой прошлое мыслилось как раздел естественнонаучного знания, имеющий отношение к геологии, биологии, астрономии, палеонтологии, археологии, в котором активно разрабатывалась идея синтеза гуманитарного и естественнонаучного знания. Напротив, исследователи левой ориентации или сочувственно относящиеся к марксистской философии (О. Вите, А. Гордон, А. Магун, В. Рыжковский, Г. Тиханов) склонны сводить наследие Поршнева к его глобальному проекту критики человеческой истории, считая главным трудом исследователя «О начале человеческой истории», работы в области возникновения языка и сознания. Его собственное место в истории науки именуется недооценённым и нуждающимся в пересмотре и дальнейшей разработке. На 2021 год в издательстве Европейского университета под редакцией А. Магуна и В. Рыжковского запланировано издание тома неизданных рукописей Бориса Поршнева.

Были и некоторые исключения из ситуации относительной изоляции: наиболее заметен случай Михаила Бахтина, который, единственный из своих современников, стал международной звездой философии, или «теории», но интерпретировался в основном в отрыве от марксизма и, более того, в отрыве от советских интеллектуальных дискуссий, в которых сформировались его воззрения. К большому сожалению, многие советские мыслители, хотя и были важны для своего времени, в каком-то смысле «пропустили» исторический момент собственной универсальной значимости, так что, воскрешая их сегодня, мы рискуем попасть в уже знакомую колею (именно это... случилось с наследием Эвальда Ильенкова и Мераба Мамардашвили). Тем не менее именно по этой причине некоторые из советских мыслителей достойны перечитывания и перевода, поскольку они внезапно становятся значимыми — «цитируемыми», как говорил Вальтер Беньямин, — в новой исторической ситуации. Таков... случай Бориса Поршнева.

## Основные работы
Перечень трудов включает также рецензии на них

### На русском языке
- Горсоветы и работница. — 2-е изд., испр. — М. : Госиздат, тип. «Красный пролетарий», 1928. — 32 с. — (Библиотека работницы и крестьянки. Серия «Делегатка-работница»).
- Народные восстания во Франции перед Фрондой (1623—1648). — М.—Л. : Изд. АН СССР; 2-я тип. Изд-ва Акад. наук СССР, 1948. — 724 с.
Мосина З. Поршнев Б. Ф. Народные восстания во Франции перед Фрондой (1623—1648) // Вопросы истории. — 1948. — № 7. — С. 127—132.
Вебер Б. Г. Б. Ф. Поршнев. Народные восстания во Франции перед Фрондой (1623—1648) // Известия АН СССР. Серия истории и философии. — 1948. — Т. V, № 4. — С. 382—387.
Манфред А. З. Рец.: Поршнев Б.Ф. Народные восстания во Франции перед Фрондой (1623—1648) // Советская книга. — 1948. — № 9. — С. 82—85.
Самойлов Р. Страница истории, прочитанная заново // Литературная газета. — 1950. — 29 марта. — С. 3.
- К вопросу об основном экономическом законе феодализма // Вопросы истории. — 1953. — № 6. — С. 52—67.
- Очерк политической экономии феодализма. — М. : Госполитиздат, 1956. — 207 с.
Козлов Г. Книга по политической экономии феодализма // Коммунист. — 1957. — № 9. — С. 123—129.
Морозов Ф. Об одном опыте изложения политической экономии феодализма // Вопросы экономики. — 1958. — № 11. — С. 147—152.
Серовайский Я. Д. Некоторые вопросы политической экономии феодализма // Учен. зап. Казахского ун-та, Сер. историческая. — 1959. — Т. XXXIX, вып. 5. — С. 120—129.
- Кальвин и кальвинизм // Вопросы истории религии и атеизма. — 1958. — Вып. VI. — С. 261—290.
- Современное состояние вопроса о реликтовых гоминоидах : Акад. наук СССР. Отд-ние биол. наук.. — М. : ВИНИТИ, 1963. — 415 с.
- Мелье. — М. : Мол. гвардия, 1964. — 240 с. — (Жизнь замечательных людей. Вып. 11 (386)).
- Феодализм и народные массы : Акад. наук СССР. Ин-т истории. — М. : Наука, 1964. — 520 с.
Голота А. И. Народные массы и исторический процесс // Вопросы философии. — 1965. — № 5. — С. 165—169.
Любимов П. Я. К вопросу о роли народных масс в истории // Вопросы истории. — 1965. — № 9. — С. 195—202.
Галанза П. Н. Спорные вопросы истории феодального государства // Право. — 1968. — № 5. — С. 23—30.
- Борьба за троглодитов // Простор. — 1968. — № 4—7.
Пидопличко И. Г., Кистяковский А. Б., Корнеев А. П., Верещагин Н. К. Псевдонаука под видом поисков неандерталоидов // Вестник зоологии. — 1969. — № 4. — С. 69—80.
- Периодизация всемирно-исторического прогресса у Гегеля и Маркса : Доклад, представленный к Международному Гегелевскому конгрессу в Париже в апреле 1969 г. // Философские науки. — 1969. — № 2. — С. 56—64.
- Франция, Английская революция и европейская политика в середине XVII века : АН СССР. Ин-т всеобщей истории. — М. : Наука, 1970. — 387 с.
- История и психология : Сб. ст. : АН СССР. Ин-т всеобщ. истории. Ин-т философии / Под ред. Б. Ф. Поршнева и Л. И. Анцыферовой. — М. : Наука, 1971. — 381 с.
- О начале человеческой истории: Проблемы палеопсихологии / Предисл. проф., д-ра филос. наук Х. Н. Момджяна и др.. — М. : Мысль, 1974. — 487 с.
Леонтьев А. А. О начале человеческой истории: размышления над книгой Б. Ф. Поршнева // Советская этнография. — 1975. — № 5. — С. 138—147.
Рогинский Я. Я. О разногласиях в теории антропогенеза // Вопросы антропологии. — 1980. — Вып. 66. — С. 10—21.
- Тридцатилетняя война и вступление в нее Швеции и Московского государства : АН СССР. Ин-т всеобщей истории. — М. : Наука, 1976. — 433 с.
- Социальная психология и история. — 2-е изд., доп. и испр. — М. : Наука, 1979. — 232 с.
- О начале человеческой истории: проблемы палеопсихологии : Фонд исслед. им. Бориса Поршнева «Общественный человек и человеческое общество» (Поршневский фонд) / науч. ред. Олег Вите. — СПб. : Алетейя : Историческая кн., 2007. — 713 с. — (Мир культуры). — ISBN 978-5-903354-46-7.
Куценков П. А. Эволюционная патопсихология (перелистывая книгу Б. Ф. Поршнева «О начале человеческой истории») // Историческая психология и социология истории. — 2008. — Т. 1, № 2. — С. 180—197. — ISSN 1994-6287.
- Загадка «снежного человека»: современное состояние вопроса о реликтовых гоминоидах / Пред. Н. Н. Дроздова. — М. : Эксмо; Алгоритм, 2012. — 560 с. — (Тайная история человечества). — ISBN 978-5-699-54740-1.
- Тридцатилетняя война и вступление в нее Швеции и Московского государства. — М. : Т8, 2014. — 436 с. — (Русская перспектива). — Репринтное издание. — ISBN 978-5-519-03225-4.

### Переводы
- Porchnew B. F. Zur Frage nach dem ökonomischen Grundgesetz des Feudalismus :  [нем.] / Übers. von Heinz Busse ; Autorisiert von Hans Schulze. — Rüdersdeorf bei Berlin, 1954. — (Wissenschaftliche Beilage des Forum. Gesellschaftswissenschaftliche Reihe; 1954. 17).
- Porshnev B. F. Die Volksaufstände in Frankreich vor der Fronde, 1623—1648 : Akademie der Wissenschaften der UdSSR, Institut für Geschichte :  [нем.] / Übers. von Martin Brandt, Vorwort, Karlfried Leyn; Redaktion, C.H. Ludwig. — Leipzig : Bibliographisches Institut, 1954. — 539 S.
- Bōěrshénièfū. Fēngjiànzhǔyì zhèngzhì jīngjìxué gài :  [кит.] / Jiàn'ān yì. — Běijīng : Sānlián shūdiàn chūbǎn, 1958年. — 205 с. — Ориг.: 波尔什涅夫著, 建安译《封建主义政治经济学概》北京: 三联书店出版, 1958. 205页.
- Boris Porchnev. Les soulèvements populaires en France de 1623 à 1648 :  [фр.] / Traduit par Mme Ranieta et Robert Mandrou. — SEVPEN, 1963. — 679 p. — (Oeuvres étrangères. École pratique des hautes études. VI° section. Centre de recherches historiques; 4).
Besançon Alain. Boris Porchnev, Les soulèvements populaires en France de 1623 à 1648, 1963 :  [фр.] // Revue d’histoire moderne et contemporaine. — 1967. — Vol. 14, no. 3. — P. 317—319.
Gouhier Pierre. Les «Nu-Pieds» : Boris Porchnev, Les soulèvements populaires en France de 1623 à 1648 :  [фр.] // Annales de Normandie. — 1964. — No. 4. — P. 501—504.
Berce Yves-Marie. Boris-F. PORCHNEV. Les soulèvements populaires en France de 1623 à 1648. Trad. par Mme Ranieta et R. Mandrou. Paris, S.E.V.P.E. N. 1963. (Ecole pratique des Hautes- tudes, VIe section, Centre de recherches historiques. «Oeuvres étrangères», IV.) :  [фр.] // Bibliothèque de l'École des chartes. — 1964. — No. 122. — P. 354—358.
Mousnier Roland. Porchnev (Boris). Les soulèvements populaires en France de 1623 à 1648 :  [фр.] // Revue belge de philologie et d'histoire. — 1965. — Vol. 43, no. 1. — P. 166—171.
- Poršnev B. F. O začiatkoch ľudských dejín: Problémy paleopsychológie / Překladatel z rus. orig. Raisa Kopsová. — Bratislava: Pravda, 1979. — 479 S. — 3500 экз.
Švihran J. Poršnev, B. F.: O začiatkoch ľudských dejín (Preložila R. Kopsová.) 1. vyd. Bratislava, Pravda 1979. 465 s. :  [словацк.] // Jazykovedný časopis. — 1979. — № 2. — С. 194—195.
- Поршнев Б. Ф. За началото на човешката история (проблеми на палеопсихологията) :  [болг.] / Прев. от рус. Андрей Венцелов Райчев; ред. Венцел Йорданов Райчев. — София : Наука и изкуство, 1981. — 476 с.
- B. Bōěrshénièfū zhe; Wāng Shǒuběn, Lǐ Láiyì. Méiyè zhuán : Биография Мелье. — Běijīng : Shāngwù yìnshūguǎn, 1990. — 226 p. — Ориг.: 波尔什涅夫(Поршнев Б.) 著，汪守本，李来 译. 《梅叶传》北京；商务印书馆. — ISBN 7100016126.
- Porshnev B. F. Muscovy and Sweden in the Thirty Years' War, 1630—1635 (англ.) / Ed. by P. Dukes; Transl. by B. Pearce[англ.]. — Cambridge: Cambridge University Press, 1995. — xxi, 256 p. — ISBN 0-521-45139-6.
Anderson M. S. «Muscovy and Sweden in the Thirty Years War: 1630—1635» :  [англ.] // The English Historical Review. — 1997. — Vol. 112, no. 449. — P. 127—129.
Frost R. I. Book Review: Muscovy and Sweden in the Thirty Years War, 1630—1635 by Boris F. Porschnev, ed. Paul Dukes, (Cambridge, 1995) :  [англ.] // Journal of Early Modern History. — 1997. — Vol. 1, no. 1. — P. 88—90.
Stevens C. Muscovy and Sweden in the Thirty Years' War, 1630—1635. By B. F. Porshnev. Ed. Paul Dukes. Trans. Brian Pearce. Cambridge: Cambridge University Press, 1995. xxi, 256pp. Index. $54.95, hard bound :  [англ.] // Slavic Review. — 1997. — Vol. 56, no. 1. — P. 139—140. — doi:10.2307/2500671.
Unkovskaya M. V. Reviewed Work: Muscovy and Sweden in the Thirty Years' War, 1630—1635 by B. F. Porshnev, Brian Pearce, Paul Dukes :  [англ.] // The Slavonic and East European Review The Slavonic and East European Review. — 1997. — Vol. 75. — JSTOR 4212337.
- Поршнев Б. Ф. За началото на човешката история (проблеми на палеопсихологията) :  [болг.] / Прев. от рус. Андрей Венцелов Райчев; ред. Венцел Йорданов Райчев. — София : Изток-Запад, 2005. — 888 с. — ISBN 9543211604.
- The Struggle for Troglodytes :  [англ.] // The Relict Hominoid Inquiry. — 2017. — No. 6. — P. 33—170.

### Первоисточники
- Кондратьева Т. Н. Б. Ф. Поршнев о результатах деятельности отечественных археологов в конце 1920-х начале 1930-х гг. // Вестник Омского университета. — 2010. — № 4. — С. 181—189.
- Москаленко А. В Институте истории Академии наук СССР. Обсуждение статей Б. Ф. Поршнева // Вопросы истории. — 1951. — № 6. — С. 138—143.
- Письма Е. В. Бернадской Б. Ф. Поршневу // Средние века : исследования по истории Средневековья и раннего Нового времени. — 2012. — Вып. 73. — С. 32—46. — ISSN 0131-8780.
- Обсуждение статей Б. Ф. Поршнева, опубликованных в журнале «Известия АН СССР. Серия истории и философии» 1948—1950 гг. // Известия АН СССР. Серия истории и философии. — 1951. — Т. VIII, № 2. — С. 201—208.
- Полянский Ф. Я. Проблема основного экономического закона феодализма // Вопросы истории. — 1954. — № 10. — С. 79—85.
- Поршнев Б. Ф. «Преодоление слепоты…» : Глава из рукописи Б. Ф. Поршнева «Палеонтология» // Исторический архив. — 2001. — № 3. — С. 149—156.
- Поршнев Б. Ф. Как я работал в СССР над книгой по истории Франции XVII в. // Европа. Международный альманах. — 2003. — С. 194—196.
- Поршнева Е. «Как волокна огнистого пуха…» // Лидер. — 2005. — № 1 (9). — С. 49—52.
- Учитель учителей: сборник воспоминаний, документов и материалов памяти Николая Петровича Мунькова / Сост. и автор предисловия Г. М. Мустафина; под ред. Г. М. Мустафиной, Р. Ш. Нигматуллина, О. В. Синицына. — Казань : Астория, 2016. — 140 с.

### Справочно-энциклопедические издания
- Долгов Е. Б. Поршнев Борис Фёдорович // Татарская энциклопедия / Главн. ред. М. Х. Хасанов. — Казань : Институт Татарской энциклопедии АН РТ, 2008. — Т. 4: М—П. — С. 686. — 768 с. — ISBN 978-5-902375-05-0.
- Исторический факультет Казанского университета (1939—2007): справочник / авт.-сост. С. С. Шадрин. — Казань : Казан. гос. ун-т, 2007. — 46 с.
- Колосова В. В. Поршнев Борис Федорович: данные библиографии №1 // История российской психологии в лицах: Дайджест-2017. — 2017. — № 1. — С. 69—80. — ISSN 2415-7953.
- Поршнев Борис Фёдорович // Плата — Проб. — М. : Советская энциклопедия, 1975. — С. 404. — (Большая советская энциклопедия : [в 30 т.] / гл. ред.  А. М. Прохоров ; 1969—1978, т. 20).
- Поршнев Борис Фёдорович // Советская историческая энциклопедия / Гл. ред. Е. М. Жуков. — М. : Советская энциклопедия, 1968. — Т. 11: Пергам — Ренувен. — Стб. 460. — 1024 стб.
- Романова Е. Д. Список трудов Б. Ф. Поршнева (1966—1972) // История и историки : Историографический ежегодник 1972. — М. : Наука, 1973. — С. 402—406. — 408 с.
- Соколова М. Н. Библиография трудов Б. Ф. Поршнева // История и историки. Историография всеобщей истории : Сборник статей. — М. : Наука, 1966. — С. 378—386.

### Статьи и монографии на русском языке
- Алаев Л. Б. Борис Федорович Поршнев как политэконом феодализма // Европа. — 2005. — № 5. — С. 180—184.
- Алтухова Н. И. Ролан Мунье, его книга о продаже должностей во Франции и отклик на нее в советской историографии (на примере рецензии Б. Ф. Поршнева и монографии А. Д. Люблинской) // Электронный научно-образовательный журнал «История». — 2020. — Т. 11, вып. 11 (97). — doi:10.18254/S207987840012961-6.
- Анцыферова Л. И., Момджян Х. Н., Токарев С. А. Предисловие // Поршнев Б. Ф. О начале человеческой истории (проблемы палеопсихологии). — М.: Мысль, 1974. — С. 5—12. — 488 с. — 20 000 экз.
- Афанасьев А. Н. История как строгая наука: опыт сциентизации исторического знания в трудах Б. Ф. Поршнева // Диалог со временем. — 2019. — Вып. 69. — С. 268—283.
- Берсе И. Размышления о том, как пишется история : пер. с франц. О. А. Павловской // Французский ежегодник 2007: Советская и французская историографии в зеркальном отражении. 20-е — 80-е гг. XX в.. — 2007. — С. 29—35.
- Блинов Е. Исчезающее тело короля: происхождение тюрьмы, уголовного права и государства // Социологическое обозрение. — 2016. — Т. 15, № 1. — С. 156—160. — doi:10.17323/1728-192X-2016-1-156-160.
- Бродель Ф. Материальная цивилизация, экономика и капитализм, XV—XVIII вв. / пер. с фр. Л. Е. Куббеля ; вступ. ст. и ред. Ю. Н. Афанасьева. — М. : Прогресс, 1992. — Т. 3: Время мира. — 679 с.
- Валлерстайн И. Мир-система Модерна / предисл. Г. М. Дерлугьяна ; пер. с англ., лит. ред., коммент. Н. Проценко, А. Черняева. — М. : Университет Дмитрия Пожарского, 2015. — Т. I. Капиталистическое сельское хозяйство и истоки европейского мира-экономики в XVI в.. — 552 с. — ISBN 978-5-91244-096-0.
- Вите О. Т. Борис Федорович Поршнев и его критика человеческой истории // Французский ежегодник 2005: Абсолютизм во Франции. К 100-летию Б. Ф. Поршнева (1905—1972) / Ред. А. В. Чудинов. — М.: Едиториал УРСС, 2005. — С. 4—36. — ISBN 5-484-00334-2.
- Глущенко В. В. Введение в историю вопроса о начале человеческой истории // Культурная жизнь Юга России. — 2015. — № 4 (59). — С. 47—50.
- Гордон А. В. Б. Ф. Поршнев: впечатления и размышления // Французский ежегодник 2005: Абсолютизм во Франции. К 100-летию Б. Ф. Поршнева (1905—1972). — 2005. — С. 48—69.
- Гордон А. В. Советские историки и «прогрессивные ученые» Запада (история с Ричардом Коббом) // Французский ежегодник 2007. — 2007. — С. 215—255.
- Гордон А. В. Великая Французская революция в советской историографии. — М. : Наука, 2009. — 377 с. — ISBN 978-5-02-036752-4.
- Гордон А. В. Глава 4. Системосозидатель Б. Ф. Поршнев // Историки железного века. — М.-СПб.: : Центр гуманитарных инициатив, 2018. — С. 169—226. — 448 с. — ISBN 978-5-98712-849-7.
- Дементьев И. О. Рецепция позднего творчества Б. Ф. Поршнева в зарубежной историографии // Вестник Балтийского федерального университета им. И. Канта. Сер.: Гуманитарные и общественные науки. — 2020. — № 1. — С. 70—77. — ISSN 2500-3216.
- Ивашин И. Научно-исследовательская работа исторического факультета Московского областного педагогического института в 1939—1940 годах // Исторический журнал. — 1941. — № 5. — С. 145—147.
- Ильина И. Н. Документы Архива РАН об изучении «снежного человека» в конце 1950-х гг. // Отечественные архивы. — 2015. — № 3. — С. 37—44.
- Ионенко И. М., Попов В. А. Казанский университет в годы Великой Отечественной войны. — Казань : Изд. Казан. ун-та, 1985. — 160 с.
- Климов И. М. Казанский государственный университет имени В. И. Ульянова-Ленина. — В: О работе исторических факультетов государственных университетов (1959 г.) : (К 25-летию постановления ЦК ВКП (б) и Совнаркома СССР «О преподавании гражданской истории в школах СССР») // Вопросы истории. — 1959. — № 10. — С. 192—200.
- Кондратьев С. В., Кондратьева Т. Н. Наука убеждать, или Споры советских историков о французском абсолютизме. — Тюмень : Мандр и Ка, 2003. — 272 с. — ISBN 5-93020-171-4.
- Кондратьев С. В., Кондратьева Т. Н. Б. Ф. Поршнев в дискуссии о роли классовой борьбы в истории (1948—1953) // Французский ежегодник 2007. — 2007. — С. 36—56.
- Кондратьева Т. Н. Б. Ф. Поршнев и дискуссия об абсолютизме в Институте истории АН CCCP (1940) // Известия Уральского государственного университета. Сер. 2, Гуманитарные науки. — 2009. — № 3 (65). — С. 240—247.
- Кондратьева Т. Н. Б. Ф. Поршнев: студенческие годы // Вестник Тюменского государственного университета. — 2010. — № 1. — С. 127—130.
- Кондратьева Т. Н. Архивные свидетельства об академической деятельности Б. Ф. Поршнева (конец 1920-х середина 1930-х гг. ) // Вестник Томского государственного университета. — 2010. — № 332. — С. 81—82.
- Кондратьева Т. Н. Когда Борис Федорович Поршнев стал франковедом? // Европа. — 2012. — Вып. 11. — С. 107—111.
- Кондратьева Т. Н. К вопросу изучал ли Борис Поршнев психологию в МГУ // Вестник Тюменского государственного университета. Гуманитарные исследования. Humanitates. — 2012. — № 9. — С. 236—239.
- Кондратьева Т. Н. Б. Ф. Поршнев и апории его раннего философского творчества // Вестник Тюменского государственного университета. Гуманитарные исследования. Humanitates. — 2012. — № 10. — С. 58—64.
- Кондратьева Т. Н. Новые данные о работе Б. Ф. Поршнева в государственной библиотеке СССР им. В. И. Ленина // Вестник Омского университета. — 2014. — № 4. — С. 147—149.
- Кондратьев С. В., Кондратьева Т. Н. Повседневная жизнь семьи Поршневых в 1928 г. (по материалам писем Екатерины Фёдоровны Поршневой к Михаилу Ильичу Ромму) // Вестник Томского государственного университета. — 2015. — № 400. — С. 142—146.
- Кондратьева Т. Н. Б.Ф. Поршнев в поисках наследия русского католика В. С. Печерина // Вестник Тюменского государственного университета. Гуманитарные исследования. Humanitates. — 2015. — Т. 1, № 1. — С. 123—130.
- Кондратьева Т. Н. От исторической фактуры к социологическим фигурам, или как кардинал де Рец обратил Бориса Федоровича Поршнева во франковеда // Новый исторический вестник. — 2016. — № 50. — С. 145—164.
- Кондратьева Т. Н. Борис Федорович Поршнев: начало большого пути // Вестник Новосибирского государственного университета. Сер. История, филология. — 2016. — № 1. — С. 156—171.
- Кондратьева Т. Борис Фёдорович Поршнев: между русистикой и франковедением, или О роли случайности в судьбе историка // Quaestio Rossica. — 2017. — Т. 5, № 3. — С. 853—866. — doi:10.15826/qr.2017.3.254.
- Кондратьева Т. Н. Борис Федорович Поршнев — заочный участник дискуссии о формациях и споров о торговом капитализме (начало 1930-х гг.) // Вестник Томского государственного университета. — 2018. — № 426. — С. 123—129. — doi:10.17223/15617793/426/15.
- Кондратьев С. В., Кондратьева Т. Н. Борис Поршнев — несостоявшийся литературовед // Новый филологический вестник. — 2019. — № 1. — С. 326—337.
- Кондратьев С. В., Кондратьева Т. Н. Борис Поршнев во второй половине 1930-х гг.: от «Мемуаров» де Реца к Фронде и народным восстаниям // Французский ежегодник 2019: Эпоха Наполеона и память о ней. — 2019. — С. 423—439.
- Кондратьев С. В., Кондратьева Т. Н. А. Д. Люблинская versus Б. Ф. Поршнев: что было не так в книге «Народные восстания во Франции перед Фрондой»? // Французский ежегодник 2020: Войны и революции в Новое время. — 2020. — С. 257—292.
- Кондратьев С. В., Кондратьева Т. Н. Молодой ученый Б. Ф. Поршнев о рабовладельческой формации: по сохранившемуся тексту в Государственном архиве Ставропольского края // Вестник архивиста. — 2020. — № 3. — С. 917—928. — doi:10.28995/2073- 0101-2020-3-917-928.
- Магун А. Диалектика истории Бориса Поршнева : Пер. М. Варламовой // Стасис. — 2017. — Т. 5, № 2: Античность и современность советского марксизма. — С. 476—509. — doi:10.33280/2310-3817-2017-5-2-218-246.
- Парыгин Б. Д. Социальная психология и история (о книге Б. Ф. Поршнева) // Вопросы психологии. — 1967. — № 6. — С. 164—166.
- Рыжковский В. Советская медиевистика and Beyond. (к истории одной дискуссии) // Новое литературное обозрение. — 2009. — № 3. — С. 58—89.
- Самарин А. Ю. Б. Ф. Поршнев — научный консультант Всесоюзной библиотеки им. В. И. Ленина // Библиотековедение. — 2014. — № 2. — С. 77—85. — doi:10.25281/0869-608X-2014-0-2-77-85.
- Смирнов В. П. Анатолий Васильевич Адо: человек, преподаватель, учёный (1928—1995) // Новая и новейшая история. — 1997. — № 1. — С. 184—209.
- Тихонов В. В. Идеологические кампании «позднего сталинизма» и советская историческая наука (середина 1940-х — 1953 г.). — М.; СПб. : Нестор-История, 2016. — 424 с. — ISBN 978-5-4469-0833-2.
- Уваров П. Ю. Между «ежами» и «лисами». Заметки об историках. — М. : Новое литературное обозрение, 2015. — 280 с. — ISBN 978-5-4448-0225-0.
- Филиппов И. С. Б. Ф. Поршнев и политическая экономия феодализма // Французский ежегодник 2007: Советская и французская историографии в зеркальном отражении. 20-е — 80-е годы XX в.. — 2007. — С. 89—131.
- Чеканцева З. А. К 100-летию со дня рождения Бориса Федоровича Поршнева (1905—1972) // Россия и Европа. — 2007. — № 4. — С. 171—179.
- Чеканцева З. А. Рецепция творчества Б.Ф. Поршнева во Франции и в СССР // Французский ежегодник. — 2007. — С. 14—28.
- Шадрин С. С. Профессорский состав исторического факультета в 1939—2004 гг. // Казанский университет как исследовательское и социокультурное пространство: сб. науч. статей и сообщений / Сост. и отв. ред. Г. П. Мягков и Е. А. Чиглинцев. — Казань : Казанский гос. ун-т им. В. И. Ульянова-Ленина, 2005. — С. 63—69. — 384 с. — ISBN 5-98180-173-5.
- Шарапов Ю. Защита докторской диссертации на тему «Народные восстания во Франции в XVII веке» // Исторический журнал. — 1941. — № 5. — С. 147—149.
- Шарапов Ю. П. Лицей в Сокольниках: очерк истории ИФЛИ — Московского ин-та истории, философии и лит. им. Н. Г. Чернышевского (1931—1941 гг.) : Ассоц. исследователей Российского о-ва XX в., Ин-т Российской истории РАН. — М. : АИРО-XX, 1995. — 205 с. — ISBN 5-88735-005-9.
- Юдин М. В. «Все это из нашей истории»: становление и основные этапы развития факультета истории, политологии и права МГОУ // Вестник МГОУ. Серия «История и политические науки». — 2011. — № 3. — С. 58—69.

### Статьи и монографии на европейских языках
- Bayanov D., Bourtsev I. On Neanderthal vs. Paranthropus :  [англ.] // Current Anthropology. — 1976. — Т. 17, № 2. — P. 312—318. — ISSN 0011-3204. — JSTOR 2741548?Search=yes&resultItemClick=true&searchText=Strasenburgh,&searchText=Gordon.&searchText=More&searchText=on&searchText=Neanderthal&searchText=vs.&searchText=Paranthropus&searchUri=/action/doBasicSearch%3FQuery%3DStrasenburgh,%2BGordon.%2BMore%2Bon%2BNeanderthal%2Bvs.%2BParanthropus%2B%26amp;acc%3Don%26amp;wc%3Don%26amp;fc%3Doff%26amp;group%3Dnone&seq=6#page_scan_tab_contents.
- Doubrovina. «The SeventeenthrCentury Crisis» and Soviet Historiography: B. F. Porshnev and A. D. Lublinskaya : A Thesis… Presented… For the Degree of Master of Arts :  [англ.]. — Montreal, Quebec : Concordia University, 2001. — v, 112 p.
- Howe J. E. The Soviet Theories of Primitive History: Forty Years of Speculation on the Origins and Evolution of People and Society : A dissertation… for the degree of Doctor of Philosophy :  [англ.]. — University of Washington, 1980. — iv, 525 p.
- Le Goff Jacques. Le colloque d'historiens soviétiques et français à Moscou (octobre 1961) // Annales. Economies, sociétés, civilisations. — 1963. — No. 2. — P. 329—331.
- Le Roy Ladurie E. Révoltes et contestations rurales en France de 1675 à 1788 :  [фр.] // Annales. — 1974. — Vol. 29, no. 1. — P. 6—22.
- Le Roy Ladurie E. Parmi les historiens. — Paris, 1983. — Vol. 1. — 456 p. — ISBN 2-07-024542-X.
- Mandrou Robert. Les Historiens soviétiques au Congrès de Rome :  [фр.] // Annales. Economies, sociétés, civilisations. — 1958. — No. 3. — P. 526—532.
- Mandrou Robert. Les soulèvements populaires et la Société française du XVIIe siècle :  [фр.] // Annales. Economies, sociétés, civilisations. — 1959. — No. 4. — P. 756—765.
- Markwick R. D. Catalyst of Historiography, Marxism and Dissidence: The Sector of Methodology of the Institute of History, Soviet Academy of Sciences, 1964-68 :  [англ.] // Europe-Asia Studies. — 1994. — Vol. 46, no. 4, Soviet and East European History. — P. 579—596. — JSTOR 152928.
- Markwick R. D. Cultural History under Khrushchev and Brezhnev: From Social Psychology to Mentalités :  [англ.] // The Russian Review. — 2006. — Vol. 65, no. 2. — P. 283—301. — JSTOR 3664402?seq=1&cid=pdf-reference#references_tab_contents.
- Markwick R. A. Ia. Gurevich’s Contribution to Soviet and Russian Historio graphy: From Social-Psychology to Historical Anthropology // Saluting Aron Gurevich : essays in history, literature and other related subjects / edited by Yelena Mazour-Matusevich, Alexandra Korros. — Leiden : Koninklijke Brill, 2010. — P. 41—68. — xiii, 388 p. — (Later medieval Europe, ISSN 18727875 ; v. 5). — ISBN 978-90-04-18650-7.
- Nazárov V. D., Ouvárov P. Y., Védyushkin V. A. Las instituciones rusas de representación durante los siglos XVI y XVII en el contexto europeo: una perspectiva historiográfica :  [исп.] // Studia Historica: Historia Moderna. — 2015. — Vol. 37: Las instituciones representativas de la Edad Moderna desde el punto de vista de la historiografía rusa. — P. 21—51. — doi:10.14201/shhmo2015372151.
- Nières Claude. Boris Porchnev et les révoltes bretonne de 1675 :  [фр.] // Annales de Bretagne et des pays de l'Ouest. — 1975. — Vol. 82, no. 4. — P. 459—475.
- Salmon J. H. M. Venality of Office and Popular Sedition in Seventeenth-Century France. A Review of a Controversy :  [англ.] // Past & Present. — 1967. — No. 37 (July). — P. 21—43. — JSTOR 650021.
- Skrzypek Marian. La fortune de Jean Meslier en Russie et en Union Soviétique :  [фр.] // Dix-huitième Siècle. — 1971. — No. 3. — P. 117—143.
- Sori E. Storia, Psicologia Collettiva, Marxismo :  [итал.] // Quaderni storici. — 1971. — Vol. 6, no. 16. — P. 235—240. — JSTOR 43900401.
- Strasenburgh G. More on Neanderthal vs. Paranthropus // Current Anthropology. — 1979. — Vol. 20, № 2. — P. 624—627. — ISSN 0011-3204. — JSTOR 2742140.
- Tihanov G. Continuities in the Soviet period (chapter 14) // A History of Russian Thought :  [англ.] : [арх. 9 августа 2016] / William Leatherbarrow, Derek Offord (eds.). — Cambridge, NY., etc. : Cambridge University Press, 2010. — P. 311—339. — ISBN 978-0-521-87521-9.